# Convocações para a Copa do Mundo FIFA de 2022
Este artigo lista os times nacionais de futebol confirmados para a Copa do Mundo FIFA 2022, que será realizada no Catar entre 20 de novembro e 18 de dezembro de 2022. Antes de anunciar seu elenco final para o torneio, as equipes nomeiam um elenco provisório de até 55 jogadores. O elenco final de 23 a 26 jogadores de cada país deve ser enviado até 13 de novembro de 2022.
As seleções classificadas para a Copa do Mundo de 2022 poderão convocar 26 jogadores para a disputa do torneio - anteriormente, cada time podia chamar 23 atletas. A Copa do Mundo de 2022 também terá número de substituições ampliado, seguindo a regra criada durante a pandemia de COVID-19. Ao todo, os times poderão fazer cinco mudanças no tempo normal, mais uma na prorrogação.
Vale lembrar que, na Copa do Mundo de 2018, ainda eram permitidas apenas as três substituições tradicionais.
A International Football Association Board (Ifab), entidade que controla as regras do futebol, anunciou na quarta-feira, 22 de junho, mudanças nas normas do esporte. Entre elas, estão o aumento do número de jogadores que podem ficar no banco de reservas em cada partida, de 12 para 15 atletas – possibilitando, assim, que todos os 26 convocados de cada seleção estejam disponíveis nos jogos da Copa do Mundo de 2022.  A substituição de jogadores lesionados ou positivos para COVID-19 é permitida a qualquer momento até 24 horas antes da primeira partida de uma equipe.

## Grupo A

### Equador
Treinador:  Gustavo Alfaro
A convocação final foi anunciada em 14 de novembro de 2022.
| No. | Pos. | Jogador             | Idade                             | Jogos | Gols | Clube                   |
| --- | ---- | ------------------- | --------------------------------- | ----- | ---- | ----------------------- |
| 1   | GR   | Hernán Galíndez     | 30 de março de 1987 (38 anos)     | 12    | 0    | Aucas                   |
| 2   | D    | Félix Torres        | 11 de janeiro de 1997 (28 anos)   | 17    | 2    | Santos Laguna           |
| 3   | D    | Piero Hincapié      | 9 de janeiro de 2002 (23 anos)    | 21    | 1    | Bayer Leverkusen        |
| 4   | D    | Robert Arboleda     | 22 de outubro de 1991 (33 anos)   | 33    | 2    | São Paulo               |
| 5   | M    | José Cifuentes      | 12 de março de 1999 (26 anos)     | 11    | 0    | Los Angeles FC          |
| 6   | D    | Willian Pacho       | 16 de outubro de 2001 (23 anos)   | 0     | 0    | Antwerp                 |
| 7   | D    | Pervis Estupiñán    | 21 de janeiro de 1998 (27 anos)   | 28    | 3    | Brighton & Hove Albion  |
| 8   | M    | Carlos Gruezo       | 19 de abril de 1995 (30 anos)     | 46    | 1    | FC Augsburg             |
| 9   | M    | Ayrton Preciado     | 17 de julho de 1994 (30 anos)     | 27    | 3    | Santos Laguna           |
| 10  | M    | Romario Ibarra      | 24 de setembro de 1994 (30 anos)  | 25    | 3    | Pachuca                 |
| 11  | A    | Michael Estrada     | 7 de abril de 1996 (29 anos)      | 36    | 8    | Cruz Azul               |
| 12  | GR   | Moisés Ramírez      | 9 de setembro de 2000 (24 anos)   | 2     | 0    | Independiente del Valle |
| 13  | A    | Enner Valencia      | 4 de novembro de 1989 (35 anos)   | 74    | 35   | Fenerbahçe (capitão)    |
| 14  | D    | Xavier Arreaga      | 28 de setembro de 1994 (30 anos)  | 18    | 1    | Seattle Sounders FC     |
| 15  | M    | Ángel Mena          | 21 de janeiro de 1988 (37 anos)   | 46    | 7    | León                    |
| 16  | M    | Jeremy Sarmiento    | 16 de junho de 2002 (23 anos)     | 9     | 0    | Brighton & Hove Albion  |
| 17  | D    | Ángelo Preciado     | 18 de fevereiro de 1998 (27 anos) | 24    | 0    | Genk                    |
| 18  | D    | Diego Palacios      | 12 de julho de 1999 (25 anos)     | 12    | 0    | Los Angeles FC          |
| 19  | M    | Gonzalo Plata       | 1 de novembro de 2000 (24 anos)   | 30    | 5    | Valladolid              |
| 20  | M    | Jhegson Méndez      | 26 de abril de 1997 (28 anos)     | 32    | 0    | Los Angeles FC          |
| 21  | M    | Alan Franco         | 21 de agosto de 1998              | 25    | 1    | Talleres                |
| 22  | GR   | Alexander Domínguez | 5 de junho de 1987 (38 anos)      | 68    | 0    | LDU Quito               |
| 23  | M    | Moisés Caicedo      | 2 de novembro de 2001 (23 anos)   | 25    | 2    | Brighton & Hove Albion  |
| 24  | A    | Djorkaeff Reasco    | 18 de janeiro de 1999 (26 anos)   | 4     | 0    | Newell's Old Boys       |
| 25  | D    | Jackson Porozo      | 4 de agosto de 2000 (24 anos)     | 5     | 0    | Troyes                  |
| 26  | A    | Kevin Rodríguez     | 4 de março de 2000 (25 anos)      | 1     | 0    | Imbabura                |

### Países Baixos
Treinador: Louis van Gaal
A convocação final foi anunciada em 11 de novembro de 2022.
| No. | Pos. | Jogador          | Idade                             | Jogos | Gols | Clube               |
| --- | ---- | ---------------- | --------------------------------- | ----- | ---- | ------------------- |
| 1   | GR   | Remko Pasveer    | 8 de novembro de 1983 (41 anos)   | 2     | 0    | Ajax                |
| 2   | D    | Jurriën Timber   | 17 de junho de 2001 (24 anos)     | 10    | 0    | Ajax                |
| 3   | D    | Matthijs de Ligt | 12 de agosto de 1999 (25 anos)    | 38    | 2    | Bayern de Munique   |
| 4   | D    | Virgil van Dijk  | 8 de julho de 1991 (33 anos)      | 49    | 6    | Liverpool (capitão) |
| 5   | D    | Nathan Aké       | 18 de fevereiro de 1995 (30 anos) | 29    | 3    | Manchester City     |
| 6   | D    | Stefan de Vrij   | 5 de fevereiro de 1992 (33 anos)  | 59    | 3    | Internazionale      |
| 7   | A    | Steven Bergwijn  | 8 de outubro de 1997 (27 anos)    | 24    | 7    | Ajax                |
| 8   | A    | Cody Gakpo       | 7 de maio de 1999 (26 anos)       | 9     | 3    | PSV Eindhoven       |
| 9   | A    | Luuk de Jong     | 27 de agosto de 1990 (34 anos)    | 38    | 8    | PSV Eindhoven       |
| 10  | A    | Memphis Depay    | 13 de fevereiro de 1994 (31 anos) | 81    | 42   | Barcelona           |
| 11  | M    | Steven Berghuis  | 19 de dezembro de 1991 (33 anos)  | 39    | 2    | Ajax                |
| 12  | A    | Noa Lang         | 17 de junho de 1999 (26 anos)     | 5     | 1    | Club Brugge         |
| 13  | GR   | Justin Bijlow    | 22 de janeiro de 1998 (27 anos)   | 6     | 0    | Feyenoord           |
| 14  | M    | Davy Klaassen    | 21 de fevereiro de 1993 (32 anos) | 35    | 9    | Ajax                |
| 15  | M    | Marten de Roon   | 29 de março de 1991 (34 anos)     | 30    | 0    | Atalanta            |
| 16  | D    | Tyrell Malacia   | 19 de agosto de 1999 (25 anos)    | 6     | 0    | Manchester United   |
| 17  | D    | Daley Blind      | 9 de março de 1990 (35 anos)      | 94    | 2    | Ajax                |
| 18  | A    | Vincent Janssen  | 15 de junho de 1994 (31 anos)     | 20    | 7    | Antwerp             |
| 19  | A    | Wout Weghorst    | 7 de agosto de 1992 (32 anos)     | 15    | 3    | Beşiktaş            |
| 20  | M    | Teun Koopmeiners | 28 de fevereiro de 1998 (27 anos) | 10    | 1    | Atalanta            |
| 21  | M    | Frenkie de Jong  | 12 de maio de 1997 (28 anos)      | 45    | 1    | Barcelona           |
| 22  | D    | Denzel Dumfries  | 18 de abril de 1996 (29 anos)     | 37    | 5    | Internazionale      |
| 23  | GR   | Andries Noppert  | 7 de abril de 1994 (31 anos)      | 0     | 0    | Heerenveen          |
| 24  | M    | Kenneth Taylor   | 16 de maio de 2002 (23 anos)      | 2     | 0    | Ajax                |
| 25  | M    | Xavi Simons      | 21 de abril de 2003 (22 anos)     | 0     | 0    | PSV Eindhoven       |
| 26  | D    | Jeremie Frimpong | 10 de dezembro de 2000 (24 anos)  | 0     | 0    | Bayer Leverkusen    |

### Catar
Treinador:  Félix Sánchez
A convocação final foi anunciada em 11 de novembro de 2022.
| No. | Pos. | Jogador           | Idade                             | Jogos | Gols | Clube             |
| --- | ---- | ----------------- | --------------------------------- | ----- | ---- | ----------------- |
| 1   | GR   | Saad Al Sheeb     | 19 de fevereiro de 1990 (35 anos) | 75    | 0    | Al-Sadd           |
| 2   | D    | Ró-Ró             | 6 de agosto de 1990 (34 anos)     | 79    | 1    | Al-Sadd           |
| 3   | D    | Abdelkarim Hassan | 28 de agosto de 1993 (31 anos)    | 125   | 15   | Al-Sadd           |
| 4   | M    | Mohammed Waad     | 18 de setembro de 1999 (25 anos)  | 20    | 0    | Al-Sadd           |
| 5   | D    | Tarek Salman      | 5 de dezembro de 1997 (27 anos)   | 58    | 0    | Al-Sadd           |
| 6   | M    | Abdulaziz Hatem   | 28 de outubro de 1990 (34 anos)   | 98    | 11   | Al-Rayyan         |
| 7   | A    | Ahmed Alaaeldin   | 31 de janeiro de 1993 (32 anos)   | 46    | 1    | Al-Gharafa        |
| 8   | M    | Ali Assadalla     | 19 de janeiro de 1993 (32 anos)   | 59    | 12   | Al-Sadd           |
| 9   | A    | Mohammed Muntari  | 20 de dezembro de 1993 (31 anos)  | 47    | 13   | Al-Duhail         |
| 10  | A    | Hassan Al-Haydos  | 11 de dezembro de 1990 (34 anos)  | 165   | 34   | Al-Sadd (capitão) |
| 11  | A    | Akram Afif        | 18 de novembro de 1996 (28 anos)  | 86    | 26   | Al-Sadd           |
| 12  | M    | Karim Boudiaf     | 16 de setembro de 1990 (34 anos)  | 111   | 5    | Al-Duhail         |
| 13  | D    | Musab Kheder      | 26 de setembro de 1993 (31 anos)  | 29    | 0    | Al-Sadd           |
| 14  | D    | Homam Ahmed       | 25 de agosto de 1999 (25 anos)    | 27    | 2    | Al-Gharafa        |
| 15  | D    | Bassam Al-Rawi    | 16 de dezembro de 1997 (27 anos)  | 53    | 2    | Al-Duhail         |
| 16  | D    | Boualem Khoukhi   | 7 de setembro de 1990 (34 anos)   | 100   | 20   | Al-Sadd           |
| 17  | M    | Ismaeel Mohammad  | 5 de abril de 1990 (35 anos)      | 68    | 4    | Al-Duhail         |
| 18  | A    | Khalid Muneer     | 24 de fevereiro de 1998 (27 anos) | 2     | 0    | Al-Wakrah         |
| 19  | A    | Almoez Ali        | 19 de agosto de 1996 (28 anos)    | 76    | 39   | Al-Duhail         |
| 20  | M    | Salem Al-Hajri    | 10 de abril de 1996 (29 anos)     | 22    | 0    | Al-Sadd           |
| 21  | GR   | Yousef Hassan     | 24 de maio de 1996 (29 anos)      | 7     | 0    | Al-Gharafa        |
| 22  | GR   | Meshaal Barsham   | 14 de fevereiro de 1998 (27 anos) | 13    | 0    | Al-Sadd           |
| 23  | M    | Assim Madibo      | 22 de outubro de 1996 (28 anos)   | 43    | 0    | Al-Duhail         |
| 24  | A    | Naif Al-Hadhrami  | 18 de julho de 2001 (23 anos)     | 1     | 0    | Al-Rayyan         |
| 25  | D    | Jassem Gaber      | 20 de fevereiro de 2002 (23 anos) | 0     | 0    | Al-Arabi          |
| 26  | M    | Mostafa Tarek     | 28 de março de 2001 (24 anos)     | 0     | 0    | Al-Sadd           |

### Senegal
Treinador: Aliou Cissé
A convocação final foi anunciada em 11 de novembro de 2022. Sadio Mané, que havia sido convocado mesmo após uma lesão na fíbula sofrida no jogo entre Bayern de Munique e Werder Bremen, foi cortado. Inicialmente outro jogador não seria convocado, mas Moussa N'Diaye foi anunciado como seu substituto.
| No. | Pos. | Jogador           | Idade                             | Jogos | Gols | Clube               |
| --- | ---- | ----------------- | --------------------------------- | ----- | ---- | ------------------- |
| 1   | GR   | Seny Dieng        | 23 de novembro de 1994 (30 anos)  | 3     | 0    | Queens Park Rangers |
| 2   | D    | Formose Mendy     | 2 de janeiro de 2001 (24 anos)    | 1     | 0    | Amiens              |
| 3   | D    | Kalidou Koulibaly | 20 de junho de 1991 (34 anos)     | 63    | 0    | Chelsea (capitão)   |
| 4   | D    | Pape Abou Cissé   | 14 de setembro de 1995 (29 anos)  | 12    | 1    | Olympiacos          |
| 5   | M    | Idrissa Gueye     | 26 de setembro de 1989 (35 anos)  | 95    | 7    | Everton             |
| 6   | M    | Nampalys Mendy    | 23 de junho de 1992 (33 anos)     | 18    | 0    | Leicester City      |
| 7   | A    | Nicolas Jackson   | 20 de junho de 2001 (24 anos)     | 0     | 0    | Villarreal          |
| 8   | M    | Cheikhou Kouyaté  | 21 de dezembro de 1989 (35 anos)  | 82    | 4    | Nottingham Forest   |
| 9   | A    | Boulaye Dia       | 16 de novembro de 1996 (28 anos)  | 18    | 3    | Salernitana         |
| 10  | A    | Moussa N'Diaye    | 18 de junho de 2002 (23 anos)     | 0     | 0    | Anderlecht          |
| 11  | M    | Pathé Ciss        | 16 de março de 1994 (31 anos)     | 1     | 0    | Rayo Vallecano      |
| 12  | D    | Fodé Ballo-Touré  | 3 de janeiro de 1997 (28 anos)    | 14    | 0    | Milan               |
| 13  | A    | Iliman Ndiaye     | 6 de março de 2000 (25 anos)      | 1     | 0    | Sheffield United    |
| 14  | D    | Ismail Jakobs     | 17 de agosto de 1999 (25 anos)    | 1     | 0    | Monaco              |
| 15  | M    | Krépin Diatta     | 25 de fevereiro de 1999 (26 anos) | 25    | 2    | Monaco              |
| 16  | GR   | Édouard Mendy     | 1 de março de 1992 (33 anos)      | 25    | 0    | Chelsea             |
| 17  | M    | Pape Matar Sarr   | 14 de setembro de 2002 (22 anos)  | 8     | 0    | Tottenham Hotspur   |
| 18  | A    | Ismaïla Sarr      | 25 de fevereiro de 1998 (27 anos) | 47    | 10   | Watford             |
| 19  | A    | Famara Diédhiou   | 15 de dezembro de 1992 (32 anos)  | 24    | 10   | Alanyaspor          |
| 20  | A    | Bamba Dieng       | 23 de março de 2000 (25 anos)     | 12    | 2    | Marseille           |
| 21  | D    | Youssouf Sabaly   | 5 de março de 1993 (32 anos)      | 24    | 0    | Real Betis          |
| 22  | D    | Abdou Diallo      | 4 de maio de 1996 (29 anos)       | 18    | 2    | RB Leipzig          |
| 23  | GR   | Alfred Gomis      | 5 de setembro de 1993 (31 anos)   | 14    | 0    | Rennes              |
| 24  | M    | Moustapha Name    | 5 de maio de 1995 (30 anos)       | 6     | 0    | Pafos               |
| 25  | M    | Mamadou Loum      | 30 de dezembro de 1996 (28 anos)  | 3     | 0    | Reading             |
| 26  | M    | Pape Gueye        | 24 de janeiro de 1999 (26 anos)   | 11    | 0    | Marseille           |

## Grupo B

### Inglaterra
Treinador: Gareth Southgate
A convocação final foi anunciada em 10 de novembro de 2022.
| No. | Pos. | Jogador                | Idade                             | Jogos | Gols | Clube                       |
| --- | ---- | ---------------------- | --------------------------------- | ----- | ---- | --------------------------- |
| 1   | GR   | Jordan Pickford        | 7 de março de 1994 (31 anos)      | 45    | 0    | Everton                     |
| 2   | D    | Kyle Walker            | 28 de maio de 1990 (35 anos)      | 70    | 0    | Manchester City             |
| 3   | D    | Luke Shaw              | 12 de julho de 1995 (29 anos)     | 23    | 3    | Manchester United           |
| 4   | M    | Declan Rice            | 14 de janeiro de 1999 (26 anos)   | 34    | 2    | West Ham United             |
| 5   | D    | John Stones            | 28 de maio de 1994 (31 anos)      | 59    | 3    | Manchester City             |
| 6   | D    | Harry Maguire          | 5 de março de 1993 (32 anos)      | 48    | 7    | Manchester United           |
| 7   | A    | Jack Grealish          | 10 de setembro de 1995 (29 anos)  | 24    | 1    | Manchester City             |
| 8   | M    | Jordan Henderson       | 17 de junho de 1990 (35 anos)     | 70    | 2    | Liverpool                   |
| 9   | A    | Harry Kane             | 28 de julho de 1993 (31 anos)     | 75    | 51   | Tottenham Hotspur (capitão) |
| 10  | A    | Raheem Sterling        | 8 de dezembro de 1994 (30 anos)   | 79    | 19   | Chelsea                     |
| 11  | A    | Marcus Rashford        | 31 de outubro de 1997 (27 anos)   | 46    | 12   | Manchester United           |
| 12  | D    | Kieran Trippier        | 19 de setembro de 1990 (34 anos)  | 37    | 1    | Newcastle United            |
| 13  | GR   | Nick Pope              | 19 de abril de 1992 (33 anos)     | 10    | 0    | Newcastle United            |
| 14  | M    | Kalvin Phillips        | 2 de dezembro de 1995 (29 anos)   | 23    | 0    | Manchester City             |
| 15  | D    | Eric Dier              | 15 de janeiro de 1994 (31 anos)   | 47    | 3    | Tottenham Hotspur           |
| 16  | D    | Conor Coady            | 25 de fevereiro de 1993 (32 anos) | 10    | 1    | Everton                     |
| 17  | A    | Bukayo Saka            | 5 de setembro de 2001 (23 anos)   | 20    | 4    | Arsenal                     |
| 18  | D    | Trent Alexander-Arnold | 7 de outubro de 1998 (26 anos)    | 17    | 1    | Liverpool                   |
| 19  | M    | Mason Mount            | 10 de janeiro de 1999 (26 anos)   | 32    | 5    | Chelsea                     |
| 20  | M    | Phil Foden             | 28 de maio de 2000 (25 anos)      | 18    | 2    | Manchester City             |
| 21  | D    | Ben White              | 8 de outubro de 1997 (27 anos)    | 4     | 0    | Arsenal                     |
| 22  | M    | Jude Bellingham        | 29 de junho de 2003 (22 anos)     | 17    | 0    | Borussia Dortmund           |
| 23  | GR   | Aaron Ramsdale         | 14 de maio de 1998 (27 anos)      | 3     | 0    | Arsenal                     |
| 24  | A    | Callum Wilson          | 27 de fevereiro de 1992 (33 anos) | 4     | 1    | Newcastle United            |
| 25  | M    | James Maddison         | 13 de novembro de 1996 (28 anos)  | 1     | 0    | Leicester City              |
| 26  | M    | Conor Gallagher        | 6 de fevereiro de 2000 (25 anos)  | 4     | 0    | Chelsea                     |

### Irã
Treinador:  Carlos Queiroz
A convocação final foi anunciada em 14 de novembro de 2022.
| No. | Pos. | Jogador                | Idade                             | Jogos | Gols | Clube            |
| --- | ---- | ---------------------- | --------------------------------- | ----- | ---- | ---------------- |
| 1   | GR   | Alireza Beiranvand     | 21 de setembro de 1992 (32 anos)  | 52    | 0    | Persepolis       |
| 2   | D    | Sadegh Moharrami       | 1 de março de 1996 (29 anos)      | 21    | 0    | Dinamo Zagreb    |
| 3   | D    | Ehsan Hajsafi          | 25 de fevereiro de 1990 (35 anos) | 121   | 7    | AEK (capitão)    |
| 4   | D    | Shojae Khalilzadeh     | 14 de maio de 1989 (36 anos)      | 25    | 1    | Al-Ahli Doha     |
| 5   | D    | Milad Mohammadi        | 29 de setembro de 1993 (31 anos)  | 45    | 1    | AEK Athens       |
| 6   | M    | Saeid Ezatolahi        | 1 de outubro de 1996 (28 anos)    | 47    | 1    | Vejle            |
| 7   | M    | Alireza Jahanbakhsh    | 11 de agosto de 1993 (31 anos)    | 64    | 13   | Feyenoord        |
| 8   | D    | Morteza Pouraliganji   | 19 de abril de 1992 (33 anos)     | 46    | 3    | Persepolis       |
| 9   | A    | Mehdi Taremi           | 18 de julho de 1992 (32 anos)     | 60    | 28   | Porto            |
| 10  | A    | Karim Ansarifard       | 3 de abril de 1990 (35 anos)      | 94    | 29   | Omonia           |
| 11  | M    | Vahid Amiri            | 2 de abril de 1988 (37 anos)      | 68    | 2    | Persepolis       |
| 12  | GR   | Payam Niazmand         | 6 de abril de 1995 (30 anos)      | 1     | 0    | Sepahan          |
| 13  | D    | Hossein Kanaanizadegan | 23 de março de 1994 (31 anos)     | 35    | 2    | Al-Ahli Doha     |
| 14  | M    | Saman Ghoddos          | 6 de setembro de 1993 (31 anos)   | 33    | 2    | Brentford        |
| 15  | D    | Rouzbeh Cheshmi        | 24 de julho de 1993 (31 anos)     | 19    | 1    | Esteghlal        |
| 16  | M    | Mehdi Torabi           | 10 de setembro de 1994 (30 anos)  | 36    | 7    | Persepolis       |
| 17  | M    | Ali Gholizadeh         | 10 de março de 1996 (29 anos)     | 26    | 6    | Charleroi        |
| 18  | M    | Ali Karimi             | 11 de fevereiro de 1994 (31 anos) | 13    | 0    | Kayserispor      |
| 19  | D    | Majid Hosseini         | 20 de junho de 1996 (29 anos)     | 18    | 0    | Kayserispor      |
| 20  | A    | Sardar Azmoun          | 1 de janeiro de 1995 (30 anos)    | 65    | 41   | Bayer Leverkusen |
| 21  | M    | Ahmad Nourollahi       | 1 de fevereiro de 1993 (32 anos)  | 25    | 3    | Shabab Al-Ahli   |
| 22  | GR   | Amir Abedzadeh         | 26 de abril de 1993 (32 anos)     | 11    | 0    | Ponferradina     |
| 23  | D    | Ramin Rezaeian         | 21 de março de 1990 (35 anos)     | 46    | 2    | Sepahan          |
| 24  | GR   | Hossein Hosseini       | 30 de junho de 1992 (33 anos)     | 6     | 0    | Esteghlal        |
| 25  | D    | Abolfazl Jalali        | 26 de junho de 1998 (27 anos)     | 3     | 0    | Esteghlal        |

### Estados Unidos
Treinador: Gregg Berhalter
A convocação final foi anunciada em 9 de novembro de 2022.
| No. | Pos. | Jogador                | Idade                             | Jogos | Gols | Clube                    |
| --- | ---- | ---------------------- | --------------------------------- | ----- | ---- | ------------------------ |
| 1   | GR   | Matt Turner            | 24 de junho de 1994 (31 anos)     | 20    | 0    | Arsenal                  |
| 2   | D    | Sergiño Dest           | 3 de novembro de 2000 (24 anos)   | 19    | 2    | Milan                    |
| 3   | D    | Walker Zimmerman       | 19 de maio de 1993 (32 anos)      | 33    | 3    | Nashville SC             |
| 4   | M    | Tyler Adams            | 14 de fevereiro de 1999 (26 anos) | 32    | 1    | Leeds United             |
| 5   | D    | Antonee Robinson       | 8 de agosto de 1997 (27 anos)     | 29    | 2    | Fulham                   |
| 6   | M    | Yunus Musah            | 29 de novembro de 2002 (22 anos)  | 19    | 0    | Valencia                 |
| 7   | A    | Giovanni Reyna         | 13 de novembro de 2002 (22 anos)  | 14    | 4    | Borussia Dortmund        |
| 8   | M    | Weston McKennie        | 28 de agosto de 1998 (26 anos)    | 37    | 9    | Juventus                 |
| 9   | A    | Jesús Ferreira         | 24 de dezembro de 2000 (24 anos)  | 15    | 7    | FC Dallas                |
| 10  | A    | Christian Pulisic      | 18 de setembro de 1998 (26 anos)  | 52    | 21   | Chelsea                  |
| 11  | M    | Brenden Aaronson       | 22 de outubro de 2000 (24 anos)   | 24    | 6    | Leeds United             |
| 12  | GR   | Ethan Horvath          | 9 de junho de 1995 (30 anos)      | 8     | 0    | Luton Town               |
| 13  | D    | Tim Ream               | 5 de outubro de 1987 (37 anos)    | 46    | 1    | Fulham                   |
| 14  | M    | Luca de la Torre       | 23 de maio de 1998 (27 anos)      | 12    | 0    | Celta de Vigo            |
| 15  | D    | Aaron Long             | 12 de outubro de 1992 (32 anos)   | 29    | 3    | New York Red Bulls       |
| 16  | A    | Jordan Morris          | 26 de outubro de 1994 (30 anos)   | 49    | 11   | Seattle Sounders         |
| 17  | M    | Cristian Roldan        | 3 de junho de 1995 (30 anos)      | 32    | 0    | Seattle Sounders         |
| 18  | D    | Shaq Moore             | 2 de novembro de 1996 (28 anos)   | 15    | 1    | Nashville SC             |
| 19  | A    | Haji Wright            | 27 de março de 1998 (27 anos)     | 3     | 1    | Antalyaspor              |
| 20  | D    | Cameron Carter-Vickers | 31 de dezembro de 1997 (27 anos)  | 11    | 0    | Celtic                   |
| 21  | A    | Timothy Weah           | 22 de fevereiro de 2000 (25 anos) | 25    | 3    | Lille                    |
| 22  | D    | DeAndre Yedlin         | 9 de julho de 1993 (31 anos)      | 75    | 0    | Inter Miami              |
| 23  | M    | Kellyn Acosta          | 24 de julho de 1995 (29 anos)     | 53    | 2    | Los Angeles FC           |
| 24  | A    | Josh Sargent           | 20 de fevereiro de 2000 (25 anos) | 20    | 5    | Norwich City             |
| 25  | GR   | Sean Johnson           | 31 de maio de 1989 (36 anos)      | 10    | 0    | New York City FC         |
| 26  | D    | Joe Scally             | 31 de dezembro de 2002 (22 anos)  | 3     | 0    | Borussia Mönchengladbach |

### País de Gales
Treinador: Rob Page
A convocação final foi anunciada em 9 de novembro de 2022.
| No. | Pos. | Jogador         | Idade                            | Jogos | Gols | Clube                    |
| --- | ---- | --------------- | -------------------------------- | ----- | ---- | ------------------------ |
| 1   | GR   | Wayne Hennessey | 24 de janeiro de 1987 (38 anos)  | 106   | 0    | Nottingham Forest        |
| 2   | D    | Chris Gunter    | 21 de julho de 1989 (35 anos)    | 109   | 0    | Wimbledon                |
| 3   | D    | Neco Williams   | 13 de abril de 2001 (24 anos)    | 23    | 2    | Nottingham Forest        |
| 4   | D    | Ben Davies      | 24 de abril de 1993 (32 anos)    | 74    | 1    | Tottenham Hotspur        |
| 5   | D    | Chris Mepham    | 5 de novembro de 1997 (27 anos)  | 33    | 0    | Bournemouth              |
| 6   | D    | Joe Rodon       | 22 de outubro de 1997 (27 anos)  | 30    | 0    | Rennes                   |
| 7   | M    | Joe Allen       | 14 de março de 1990 (35 anos)    | 72    | 2    | Swansea City             |
| 8   | M    | Harry Wilson    | 22 de março de 1997 (28 anos)    | 39    | 5    | Fulham                   |
| 9   | A    | Brennan Johnson | 23 de maio de 2001 (24 anos)     | 15    | 2    | Nottingham Forest        |
| 10  | M    | Aaron Ramsey    | 26 de dezembro de 1990 (34 anos) | 75    | 20   | Nice                     |
| 11  | A    | Gareth Bale     | 16 de julho de 1989 (35 anos)    | 108   | 40   | Los Angeles FC (capitão) |
| 12  | GR   | Danny Ward      | 22 de junho de 1993 (32 anos)    | 26    | 0    | Leicester City           |
| 13  | A    | Kieffer Moore   | 8 de agosto de 1992 (32 anos)    | 28    | 9    | Bournemouth              |
| 14  | D    | Connor Roberts  | 23 de setembro de 1995 (29 anos) | 41    | 3    | Burnley                  |
| 15  | D    | Ethan Ampadu    | 14 de setembro de 2000 (24 anos) | 37    | 0    | Spezia                   |
| 16  | M    | Joe Morrell     | 3 de janeiro de 1997 (28 anos)   | 30    | 0    | Portsmouth               |
| 17  | D    | Tom Lockyer     | 3 de dezembro de 1994 (30 anos)  | 14    | 0    | Luton Town               |
| 18  | M    | Jonny Williams  | 9 de outubro de 1993 (31 anos)   | 33    | 2    | Swindon Town             |
| 19  | A    | Mark Harris     | 29 de dezembro de 1998 (26 anos) | 5     | 0    | Cardiff City             |
| 20  | A    | Daniel James    | 10 de novembro de 1997 (27 anos) | 38    | 5    | Fulham                   |
| 21  | GR   | Adam Davies     | 17 de julho de 1992 (32 anos)    | 3     | 0    | Sheffield United         |
| 22  | M    | Sorba Thomas    | 25 de janeiro de 1999 (26 anos)  | 6     | 0    | Huddersfield Town        |
| 23  | M    | Dylan Levitt    | 17 de novembro de 2000 (24 anos) | 13    | 0    | Dundee United            |
| 24  | D    | Ben Cabango     | 30 de maio de 2000 (25 anos)     | 5     | 0    | Swansea City             |
| 25  | M    | Rubin Colwill   | 27 de abril de 2002 (23 anos)    | 7     | 1    | Cardiff City             |
| 26  | M    | Matthew Smith   | 22 de novembro de 1999 (25 anos) | 19    | 0    | Milton Keynes Dons       |

## Grupo C

### Argentina
Técnico: Lionel Scaloni
A convocação final foi anunciada em 11 de novembro de 2022. Nicolás González foi cortado devido a uma lesão e foi substituído por Ángel Correa em 17 de novembro. No mesmo dia, Joaquín Correa também sofreu uma lesão e foi substituído por Thiago Almada.
| No. | Pos. | Jogador             | Idade                             | Jogos | Gols | Clube                         |
| --- | ---- | ------------------- | --------------------------------- | ----- | ---- | ----------------------------- |
| 1   | GR   | Franco Armani       | 16 de outubro de 1986 (38 anos)   | 18    | 0    | River Plate                   |
| 2   | D    | Juan Foyth          | 12 de janeiro de 1998 (27 anos)   | 15    | 0    | Villarreal                    |
| 3   | D    | Nicolás Tagliafico  | 31 de agosto de 1992 (32 anos)    | 42    | 0    | Lyon                          |
| 4   | D    | Gonzalo Montiel     | 1 de janeiro de 1997 (28 anos)    | 17    | 0    | Sevilla                       |
| 5   | M    | Leandro Paredes     | 29 de junho de 1994 (31 anos)     | 45    | 4    | Juventus                      |
| 6   | D    | Germán Pezzella     | 27 de junho de 1991 (34 anos)     | 31    | 2    | Real Betis                    |
| 7   | M    | Rodrigo de Paul     | 24 de maio de 1994 (31 anos)      | 43    | 2    | Atlético de Madrid            |
| 8   | D    | Marcos Acuña        | 28 de outubro de 1991 (33 anos)   | 42    | 0    | Sevilla                       |
| 9   | A    | Julián Álvarez      | 31 de janeiro de 2000 (25 anos)   | 11    | 2    | Manchester City               |
| 10  | A    | Lionel Messi        | 24 de junho de 1987 (38 anos)     | 164   | 90   | Paris Saint-Germain (capitão) |
| 11  | M    | Ángel Di María      | 14 de fevereiro de 1988 (37 anos) | 123   | 25   | Juventus                      |
| 12  | GR   | Gerónimo Rulli      | 20 de maio de 1992                | 4     | 0    | Villarreal                    |
| 13  | D    | Cristian Romero     | 27 de abril de 1998 (27 anos)     | 12    | 1    | Tottenham Hotspur             |
| 14  | M    | Exequiel Palacios   | 5 de outubro de 1998 (26 anos)    | 20    | 0    | Bayer Leverkusen              |
| 15  | A    | Ángel Correa        | 9 de março de 1995 (30 anos)      | 22    | 3    | Atlético de Madrid            |
| 16  | M    | Thiago Almada       | 26 de abril de 2001 (24 anos)     | 1     | 0    | Atlanta United                |
| 17  | M    | Papu Gómez          | 15 de fevereiro de 1988 (37 anos) | 15    | 3    | Sevilla                       |
| 18  | M    | Guido Rodríguez     | 12 de abril de 1994 (31 anos)     | 25    | 1    | Real Betis                    |
| 19  | D    | Nicolás Otamendi    | 12 de fevereiro de 1988 (37 anos) | 92    | 4    | Benfica                       |
| 20  | M    | Alexis Mac Allister | 24 de dezembro de 1998 (26 anos)  | 7     | 0    | Brighton & Hove Albion        |
| 21  | A    | Paulo Dybala        | 15 de novembro de 1993 (31 anos)  | 34    | 3    | Roma                          |
| 22  | A    | Lautaro Martínez    | 23 de agosto de 1997 (27 anos)    | 40    | 21   | Internazionale                |
| 23  | GR   | Emiliano Martínez   | 2 de setembro de 1992 (32 anos)   | 18    | 0    | Aston Villa                   |
| 24  | M    | Enzo Fernández      | 17 de janeiro de 2001 (24 anos)   | 2     | 0    | Benfica                       |
| 25  | D    | Lisandro Martínez   | 18 de janeiro de 1998 (27 anos)   | 9     | 0    | Manchester United             |
| 26  | D    | Nahuel Molina       | 6 de abril de 1998 (27 anos)      | 19    | 0    | Atlético de Madrid            |

### México
Treinador:  Gerardo Martino
A convocação final foi anunciada em 14 de novembro de 2022.
| No. | Pos. | Jogador            | Idade                             | Jogos | Gols | Clube                   |
| --- | ---- | ------------------ | --------------------------------- | ----- | ---- | ----------------------- |
| 1   | GR   | Alfredo Talavera   | 18 de setembro de 1982 (42 anos)  | 39    | 0    | Juárez                  |
| 2   | D    | Néstor Araujo      | 29 de agosto de 1991 (33 anos)    | 61    | 3    | América                 |
| 3   | D    | César Montes       | 24 de fevereiro de 1997 (28 anos) | 28    | 1    | Monterrey               |
| 4   | D    | Edson Álvarez      | 24 de outubro de 1997 (27 anos)   | 58    | 3    | Ajax                    |
| 5   | D    | Johan Vásquez      | 22 de outubro de 1998 (26 anos)   | 6     | 0    | Cremonese               |
| 6   | D    | Gerardo Arteaga    | 7 de setembro de 1998 (26 anos)   | 17    | 1    | Genk                    |
| 7   | M    | Luis Romo          | 5 de junho de 1995 (30 anos)      | 25    | 1    | Monterrey               |
| 8   | M    | Carlos Rodríguez   | 3 de janeiro de 1997 (28 anos)    | 34    | 0    | Cruz Azul               |
| 9   | A    | Raúl Jiménez       | 5 de maio de 1991 (34 anos)       | 94    | 29   | Wolverhampton Wanderers |
| 10  | M    | Alexis Vega        | 25 de novembro de 1997 (27 anos)  | 20    | 4    | Guadalajara             |
| 11  | A    | Rogelio Funes Mori | 5 de março de 1991 (34 anos)      | 15    | 5    | Monterrey               |
| 12  | GR   | Rodolfo Cota       | 3 de julho de 1987 (37 anos)      | 8     | 0    | León                    |
| 13  | GR   | Guillermo Ochoa    | 13 de julho de 1985 (39 anos)     | 130   | 0    | América                 |
| 14  | M    | Érick Gutiérrez    | 15 de junho de 1995 (30 anos)     | 34    | 1    | PSV                     |
| 15  | D    | Héctor Moreno      | 17 de janeiro de 1988 (37 anos)   | 126   | 5    | Monterrey               |
| 16  | M    | Héctor Herrera     | 19 de abril de 1990 (35 anos)     | 100   | 10   | Houston Dynamo          |
| 17  | M    | Orbelín Pineda     | 24 de março de 1996 (29 anos)     | 50    | 6    | AEK                     |
| 18  | M    | Andrés Guardado    | 28 de setembro de 1986 (38 anos)  | 177   | 28   | Real Betis              |
| 19  | D    | Jorge Sánchez      | 10 de dezembro de 1997 (27 anos)  | 25    | 1    | Ajax                    |
| 20  | A    | Henry Martín       | 18 de novembro de 1992 (32 anos)  | 25    | 6    | América                 |
| 21  | M    | Uriel Antuna       | 21 de agosto de 1997 (27 anos)    | 34    | 8    | Cruz Azul               |
| 22  | A    | Hirving Lozano     | 30 de julho de 1995 (29 anos)     | 59    | 16   | Napoli                  |
| 23  | D    | Jesús Gallardo     | 15 de agosto de 1994 (30 anos)    | 76    | 0    | Monterrey               |
| 24  | M    | Luis Chávez        | 15 de janeiro de 1996 (29 anos)   | 7     | 0    | Pachuca                 |
| 25  | M    | Roberto Alvarado   | 7 de setembro de 1998 (26 anos)   | 30    | 4    | Guadalajara             |
| 26  | D    | Kevin Álvarez      | 15 de janeiro de 1999 (26 anos)   | 7     | 0    | Pachuca                 |

### Polônia
Treinador: Czesław Michniewicz
A convocação final foi anunciada em 10 de novembro de 2022.
| No. | Pos. | Jogador               | Idade                             | Jogos | Gols | Clube               |
| --- | ---- | --------------------- | --------------------------------- | ----- | ---- | ------------------- |
| 1   | GR   | Wojciech Szczęsny     | 18 de abril de 1990 (35 anos)     | 66    | 0    | Juventus            |
| 2   | D    | Matty Cash            | 7 de agosto de 1997 (27 anos)     | 7     | 1    | Aston Villa         |
| 3   | D    | Artur Jędrzejczyk     | 4 de novembro de 1987 (37 anos)   | 40    | 3    | Légia Varsóvia      |
| 4   | D    | Mateusz Wieteska      | 11 de fevereiro de 1997 (28 anos) | 1     | 0    | Clermont            |
| 5   | D    | Jan Bednarek          | 12 de abril de 1996 (29 anos)     | 44    | 1    | Aston Villa         |
| 6   | M    | Krystian Bielik       | 4 de janeiro de 1998 (27 anos)    | 5     | 0    | Birmingham City     |
| 7   | A    | Arkadiusz Milik       | 28 de fevereiro de 1994 (31 anos) | 63    | 16   | Juventus            |
| 8   | M    | Damian Szymański      | 16 de junho de 1995 (30 anos)     | 8     | 1    | AEK Athens          |
| 9   | A    | Robert Lewandowski    | 21 de agosto de 1988 (36 anos)    | 134   | 76   | Barcelona (capitão) |
| 10  | M    | Grzegorz Krychowiak   | 29 de janeiro de 1990 (35 anos)   | 93    | 5    | Al-Shabab           |
| 11  | M    | Kamil Grosicki        | 8 de junho de 1988 (37 anos)      | 86    | 17   | Pogoń Szczecin      |
| 12  | GR   | Łukasz Skorupski      | 5 de maio de 1991 (34 anos)       | 7     | 0    | Bologna             |
| 13  | M    | Jakub Kamiński        | 5 de junho de 2002 (23 anos)      | 3     | 1    | VfL Wolfsburg       |
| 14  | D    | Jakub Kiwior          | 15 de fevereiro de 2000 (25 anos) | 4     | 0    | Spezia              |
| 15  | D    | Kamil Glik            | 3 de fevereiro de 1988 (37 anos)  | 98    | 6    | Benevento           |
| 16  | A    | Karol Świderski       | 23 de janeiro de 1997 (28 anos)   | 17    | 8    | Charlotte FC        |
| 17  | M    | Szymon Żurkowski      | 25 de setembro de 1997 (27 anos)  | 6     | 0    | Fiorentina          |
| 18  | D    | Bartosz Bereszyński   | 12 de julho de 1992 (32 anos)     | 45    | 0    | Sampdoria           |
| 19  | M    | Sebastian Szymański   | 10 de maio de 1999 (26 anos)      | 17    | 1    | Feyenoord           |
| 20  | M    | Piotr Zieliński       | 20 de maio de 1994 (31 anos)      | 74    | 9    | Napoli              |
| 21  | D    | Nicola Zalewski       | 23 de janeiro de 2002 (23 anos)   | 7     | 0    | Roma                |
| 22  | GR   | Kamil Grabara         | 8 de janeiro de 1999 (26 anos)    | 1     | 0    | Copenhague          |
| 23  | A    | Krzysztof Piątek      | 1 de julho de 1995 (29 anos)      | 24    | 10   | Salernitana         |
| 24  | M    | Przemysław Frankowski | 12 de abril de 1995 (30 anos)     | 25    | 1    | Lens                |
| 25  | D    | Robert Gumny          | 4 de junho de 1998 (27 anos)      | 4     | 0    | FC Augsburg         |
| 26  | M    | Michał Skóraś         | 15 de fevereiro de 2000 (25 anos) | 1     | 0    | Lech Poznań         |

### Arábia Saudita
Treinador:  Hervé Renard
A convocação final foi anunciada em 13 de novembro de 2022.
| No. | Pos. | Jogador              | Idade                            | Jogos | Gols | Clube      |
| --- | ---- | -------------------- | -------------------------------- | ----- | ---- | ---------- |
| 1   | GR   | Mohammed Al-Rubaie   | 14 de agosto de 1997 (27 anos)   | 6     | 0    | Al-Ahli    |
| 2   | D    | Sultan Al-Ghannam    | 6 de maio de 1994 (31 anos)      | 24    | 0    | Al-Nassr   |
| 3   | D    | Abdullah Madu        | 15 de julho de 1993 (31 anos)    | 13    | 0    | Al-Nassr   |
| 4   | D    | Abdulelah Al-Amri    | 15 de janeiro de 1997 (28 anos)  | 19    | 1    | Al-Nassr   |
| 5   | D    | Ali Al-Bulaihi       | 21 de novembro de 1989 (35 anos) | 36    | 0    | Al-Hilal   |
| 6   | D    | Mohammed Al-Breik    | 15 de setembro de 1992 (32 anos) | 35    | 1    | Al-Hilal   |
| 7   | M    | Salman Al-Faraj      | 1 de agosto de 1989 (35 anos)    | 68    | 8    | Al-Hilal   |
| 8   | M    | Abdulellah Al-Malki  | 11 de outubro de 1994 (30 anos)  | 21    | 0    | Al-Hilal   |
| 9   | A    | Firas Al-Buraikan    | 14 de maio de 2000 (25 anos)     | 24    | 6    | Al-Fateh   |
| 10  | M    | Salem Al-Dawsari     | 19 de agosto de 1991 (33 anos)   | 66    | 17   | Al-Hilal   |
| 11  | A    | Saleh Al-Shehri      | 1 de novembro de 1993 (31 anos)  | 16    | 8    | Al-Hilal   |
| 12  | D    | Saud Abdulhamid      | 18 de julho de 1999 (25 anos)    | 17    | 0    | Al-Hilal   |
| 13  | D    | Yasser Al-Shahrani   | 25 de maio de 1992 (33 anos)     | 70    | 2    | Al-Hilal   |
| 14  | M    | Abdullah Otayf       | 3 de agosto de 1992 (32 anos)    | 44    | 1    | Al-Hilal   |
| 15  | M    | Ali Al-Hassan        | 4 de março de 1997 (28 anos)     | 9     | 1    | Al-Nassr   |
| 16  | M    | Sami Al-Najei        | 7 de fevereiro de 1997 (28 anos) | 15    | 2    | Al-Nassr   |
| 17  | D    | Hassan Tambakti      | 9 de fevereiro de 1999 (26 anos) | 14    | 0    | Al Shabab  |
| 18  | M    | Nawaf Al-Abed        | 26 de janeiro de 1990 (35 anos)  | 50    | 8    | Al-Shabab  |
| 19  | M    | Hattan Bahebri       | 16 de julho de 1992 (32 anos)    | 37    | 4    | Al-Shabab  |
| 20  | M    | Abdulrahman Al-Aboud | 1 de junho de 1995 (30 anos)     | 2     | 0    | Al-Ittihad |
| 21  | GR   | Mohammed Al-Owais    | 10 de outubro de 1991 (33 anos)  | 37    | 0    | Al-Hilal   |
| 22  | GR   | Nawaf Al-Aqidi       | 10 de maio de 2000 (25 anos)     | 0     | 0    | Al-Nassr   |
| 23  | M    | Mohamed Kanno        | 22 de setembro de 1994 (30 anos) | 33    | 1    | Al-Hilal   |
| 24  | M    | Nasser Al-Dawsari    | 19 de dezembro de 1998 (26 anos) | 8     | 0    | Al-Hilal   |
| 25  | A    | Haitham Asiri        | 25 de março de 2001 (24 anos)    | 4     | 0    | Al-Ahli    |
| 26  | M    | Riyadh Sharahili     | 28 de abril de 1993 (32 anos)    | 2     | 0    | Abha       |

## Grupo D

### Austrália
Técnico: Graham Arnold
A convocação final foi anunciada em 8 de novembro de 2022. A numeração de cada jogador foi anunciada em 11 de novembro. Em 20 de novembro, Martin Boyle foi cortado por lesão, sendo substituído por Marco Tilio.
| No. | Pos. | Jogador            | Idade                            | Jogos | Gols | Clube                  |
| --- | ---- | ------------------ | -------------------------------- | ----- | ---- | ---------------------- |
| 1   | GR   | Mathew Ryan        | 8 de abril de 1992 (33 anos)     | 75    | 0    | København (capitão)    |
| 2   | D    | Miloš Degenek      | 28 de abril de 1994 (31 anos)    | 38    | 1    | Columbus Crew          |
| 3   | D    | Nathaniel Atkinson | 13 de junho de 1999 (26 anos)    | 5     | 0    | Heart of Midlothian    |
| 4   | D    | Kye Rowles         | 24 de junho de 1998 (27 anos)    | 3     | 0    | Heart of Midlothian    |
| 5   | D    | Fran Karačić       | 12 de maio de 1996 (29 anos)     | 10    | 1    | Brescia                |
| 6   | A    | Marco Tilio        | 23 de agosto de 2001 (23 anos)   | 5     | 0    | Melbourne City         |
| 7   | A    | Mathew Leckie      | 4 de fevereiro de 1991 (34 anos) | 73    | 13   | Melbourne City         |
| 8   | D    | Bailey Wright      | 28 de julho de 1992 (32 anos)    | 27    | 2    | Sunderland             |
| 9   | A    | Jamie Maclaren     | 29 de julho de 1993 (31 anos)    | 26    | 8    | Melbourne City         |
| 10  | M    | Ajdin Hrustic      | 5 de julho de 1996 (28 anos)     | 20    | 3    | Hellas Verona          |
| 11  | A    | Awer Mabil         | 15 de setembro de 1995 (29 anos) | 29    | 8    | Cádiz                  |
| 12  | GR   | Andrew Redmayne    | 13 de janeiro de 1989 (36 anos)  | 4     | 0    | Sydney FC              |
| 13  | M    | Aaron Mooy         | 15 de setembro de 1990 (34 anos) | 53    | 7    | Celtic                 |
| 14  | M    | Riley McGree       | 2 de novembro de 1998 (26 anos)  | 11    | 1    | Middlesbrough          |
| 15  | A    | Mitchell Duke      | 18 de janeiro de 1991 (34 anos)  | 21    | 8    | Fagiano Okayama        |
| 16  | D    | Aziz Behich        | 16 de outubro de 1990 (34 anos)  | 53    | 2    | Dundee United          |
| 17  | M    | Cameron Devlin     | 7 de junho de 1998 (27 anos)     | 1     | 0    | Heart of Midlothian    |
| 18  | GR   | Danny Vukovic      | 27 de março de 1985 (40 anos)    | 4     | 0    | Central Coast Mariners |
| 19  | D    | Harry Souttar      | 22 de outubro de 1998 (26 anos)  | 10    | 6    | Stoke City             |
| 20  | D    | Thomas Deng        | 20 de março de 1997 (28 anos)    | 2     | 0    | Albirex Niigata        |
| 21  | A    | Garang Kuol        | 15 de setembro de 2004 (20 anos) | 1     | 0    | Central Coast Mariners |
| 22  | M    | Jackson Irvine     | 7 de março de 1993 (32 anos)     | 49    | 7    | St. Pauli              |
| 23  | A    | Craig Goodwin      | 16 de dezembro de 1991 (33 anos) | 10    | 1    | Adelaide United        |
| 24  | D    | Joel King          | 30 de outubro de 2000 (24 anos)  | 4     | 0    | OB                     |
| 25  | A    | Jason Cummings     | 1 de agosto de 1995 (29 anos)    | 1     | 1    | Central Coast Mariners |
| 26  | M    | Keanu Baccus       | 7 de junho de 1998 (27 anos)     | 1     | 0    | St Mirren              |

### Dinamarca
Técnico: Kasper Hjulmand
A seleção anunciou 21 dos 26 jogadores em sua equipe final em 7 de novembro de 2022. Os últimos cinco convocados foram anunciados em 13 de novembro.
| No. | Pos. | Jogador               | Idade                             | Jogos | Gols | Clube               |
| --- | ---- | --------------------- | --------------------------------- | ----- | ---- | ------------------- |
| 1   | GR   | Kasper Schmeichel     | 5 de novembro de 1986 (38 anos)   | 86    | 0    | Nice                |
| 2   | D    | Joachim Andersen      | 31 de maio de 1996 (29 anos)      | 19    | 0    | Crystal Palace      |
| 3   | D    | Victor Nelsson        | 14 de outubro de 1998 (26 anos)   | 7     | 0    | Galatasaray         |
| 4   | D    | Simon Kjær            | 26 de março de 1989 (36 anos)     | 121   | 5    | Milan (capitão)     |
| 5   | D    | Joakim Mæhle          | 20 de maio de 1997 (28 anos)      | 31    | 9    | Atalanta            |
| 6   | D    | Andreas Christensen   | 10 de abril de 1996 (29 anos)     | 58    | 2    | Barcelona           |
| 7   | M    | Mathias Jensen        | 1 de janeiro de 1996 (29 anos)    | 20    | 1    | Brentford           |
| 8   | M    | Thomas Delaney        | 3 de setembro de 1991 (33 anos)   | 71    | 7    | Sevilla             |
| 9   | A    | Martin Braithwaite    | 5 de junho de 1991 (34 anos)      | 62    | 10   | Espanyol            |
| 10  | M    | Christian Eriksen     | 14 de fevereiro de 1992 (33 anos) | 117   | 39   | Manchester United   |
| 11  | M    | Andreas Skov Olsen    | 29 de dezembro de 1999 (25 anos)  | 23    | 8    | Club Brugge         |
| 12  | A    | Kasper Dolberg        | 6 de outubro de 1997 (27 anos)    | 37    | 11   | Sevilla             |
| 13  | D    | Rasmus Kristensen     | 11 de julho de 1997 (27 anos)     | 10    | 0    | Leeds United        |
| 14  | M    | Mikkel Damsgaard      | 3 de julho de 2000 (24 anos)      | 18    | 4    | Brentford           |
| 15  | M    | Christian Nørgaard    | 10 de março de 1994 (31 anos)     | 17    | 1    | Brentford           |
| 16  | GR   | Oliver Christensen    | 22 de março de 1999 (26 anos)     | 1     | 0    | Hertha BSC          |
| 17  | D    | Jens Stryger Larsen   | 21 de fevereiro de 1991 (34 anos) | 49    | 3    | Trabzonspor         |
| 18  | D    | Daniel Wass           | 31 de maio de 1989 (36 anos)      | 44    | 1    | Brøndby             |
| 19  | A    | Jonas Wind            | 7 de fevereiro de 1999 (26 anos)  | 15    | 5    | VfL Wolfsburg       |
| 20  | A    | Yussuf Poulsen        | 15 de junho de 1994 (31 anos)     | 68    | 11   | RB Leipzig          |
| 21  | A    | Andreas Cornelius     | 16 de março de 1993 (32 anos)     | 41    | 9    | København           |
| 22  | GR   | Frederik Rønnow       | 4 de agosto de 1992 (32 anos)     | 8     | 0    | Union Berlin        |
| 23  | M    | Pierre-Emile Højbjerg | 5 de agosto de 1995 (29 anos)     | 60    | 5    | Tottenham Hotspur   |
| 24  | M    | Robert Skov           | 20 de maio de 1996 (29 anos)      | 11    | 5    | 1899 Hoffenheim     |
| 25  | M    | Jesper Lindstrøm      | 29 de fevereiro de 2000 (25 anos) | 6     | 1    | Eintracht Frankfurt |
| 26  | D    | Alexander Bah         | 9 de dezembro de 1997 (27 anos)   | 4     | 1    | Benfica             |

### França
Técnico: Didier Deschamps
A França anunciou a convocação de 25 jogadores em 9 de novembro de 2022. Em 14 de novembro de 2022 foi anunciado Marcus Thuram como o vigésimo sexto convocado. No mesmo dia, Presnel Kimpembe foi cortado por lesão e Axel Disasi foi convocado no seu lugar. Em 15 de novembro de 2022 Christopher Nkunku foi cortado devido a uma lesão ocorrida no treinamento, Randal Kolo Muani foi convocado no seu lugar. Karim Benzema foi também desligado da seleção pelo mesmo motivo, e o técnico Didier Deschamps optou em não convocar um substituto, alegando que o elenco de 25 jogadores "era suficiente". Embora tivesse permanecido na delegação, Benzema não esteve apto para jogar.
| No. | Pos. | Jogador             | Idade                             | Jogos | Gols | Clube                       |
| --- | ---- | ------------------- | --------------------------------- | ----- | ---- | --------------------------- |
| 1   | GR   | Hugo Lloris         | 26 de dezembro de 1986 (38 anos)  | 139   | 0    | Tottenham Hotspur (capitão) |
| 2   | D    | Benjamin Pavard     | 28 de março de 1996 (29 anos)     | 46    | 2    | Bayern de Munique           |
| 3   | D    | Axel Disasi         | 11 de março de 1998 (27 anos)     | 0     | 0    | Monaco                      |
| 4   | D    | Raphaël Varane      | 25 de abril de 1993 (32 anos)     | 87    | 5    | Manchester United           |
| 5   | D    | Jules Koundé        | 12 de novembro de 1998 (26 anos)  | 12    | 0    | Barcelona                   |
| 6   | M    | Mattéo Guendouzi    | 14 de abril de 1999 (26 anos)     | 6     | 1    | Marseille                   |
| 7   | A    | Antoine Griezmann   | 21 de março de 1991 (34 anos)     | 110   | 42   | Atlético de Madrid          |
| 8   | M    | Aurélien Tchouaméni | 27 de janeiro de 2000 (25 anos)   | 14    | 1    | Real Madrid                 |
| 9   | A    | Olivier Giroud      | 30 de setembro de 1986 (38 anos)  | 114   | 49   | Milan                       |
| 10  | A    | Kylian Mbappé       | 20 de dezembro de 1998 (26 anos)  | 59    | 28   | Paris Saint-Germain         |
| 11  | A    | Ousmane Dembélé     | 15 de maio de 1997 (28 anos)      | 28    | 4    | Barcelona                   |
| 12  | A    | Randal Kolo Muani   | 5 de dezembro de 1998 (26 anos)   | 8     | 0    | Eintracht Frankfurt         |
| 13  | M    | Youssouf Fofana     | 10 de janeiro de 1999 (26 anos)   | 2     | 0    | Monaco                      |
| 14  | M    | Adrien Rabiot       | 3 de abril de 1995 (30 anos)      | 29    | 2    | Juventus                    |
| 15  | M    | Jordan Veretout     | 1 de março de 1993 (32 anos)      | 5     | 0    | Marseille                   |
| 16  | GR   | Steve Mandanda      | 28 de março de 1985 (40 anos)     | 34    | 0    | Rennes                      |
| 17  | D    | William Saliba      | 24 de março de 2001 (24 anos)     | 7     | 0    | Arsenal                     |
| 18  | D    | Dayot Upamecano     | 27 de outubro de 1998 (26 anos)   | 7     | 1    | Bayern de Munique           |
| 19  | A    | Karim Benzema       | 19 de dezembro de 1987 (37 anos)  | 97    | 37   | Real Madrid                 |
| 20  | A    | Kingsley Coman      | 13 de junho de 1996 (29 anos)     | 40    | 5    | Bayern de Munique           |
| 21  | D    | Lucas Hernández     | 14 de fevereiro de 1996 (29 anos) | 32    | 0    | Bayern de Munique           |
| 22  | D    | Theo Hernández      | 6 de outubro de 1997 (27 anos)    | 7     | 1    | Milan                       |
| 23  | GR   | Alphonse Areola     | 27 de fevereiro de 1993 (32 anos) | 5     | 0    | West Ham United             |
| 24  | D    | Ibrahima Konaté     | 25 de maio de 1999 (26 anos)      | 2     | 0    | Liverpool                   |
| 25  | M    | Eduardo Camavinga   | 10 de novembro de 2002 (22 anos)  | 4     | 1    | Real Madrid                 |
| 26  | A    | Marcus Thuram       | 6 de agosto de 1997 (27 anos)     | 4     | 0    | Borussia Mönchengladbach    |

### Tunísia
Técnico: Jalel Kadri
Os seguintes 26 jogadores foram convocados para a Copa do Mundo FIFA de 2022 no Qatar.
Atualizado até 14 de Novembro de 2022
| Nome                     | Posição          | Clube           |
| ------------------------ | ---------------- | --------------- |
| Aymen Dahmen             | Goleiro          | Sfaxien         |
| Mouez Hassen             | Goleiro          | Club Africain   |
| Aymen Mathlouthi         | Goleiro          | Étoile du Sahel |
| Bechir Ben Said          | Goleiro          | Monastirienne   |
| Bilel Ifa                | Zagueiro         | Kuwait SC       |
| Montassar Talbi          | Zagueiro         | Lorient         |
| Dylan Bronn              | Zagueiro         | Salernitana     |
| Yassine Meriah           | Zagueiro         | Espérance       |
| Nader Ghandri            | Zagueiro         | Club Africain   |
| Mohamed Dräger           | Lateral-direito  | Luzern          |
| Wajdi Kechrida           | Lateral-direito  | Atromitos       |
| Ali Maâloul              | Lateral-esquerdo | Al-Ahly         |
| Ali Abdi                 | Defesa           | Caen            |
| Ellyes Skhiri            | Volante          | Colônia         |
| Aïssa Laïdouni           | Meio-campo       | Ferencváros     |
| Ferjani Sassi            | Meio-campo       | Al-Duhail       |
| Ghailene Chaalali        | Meio-campo       | Espérance       |
| Mohamed Ali Ben Romdhane | Meio-campo       | Espérance       |
| Hannibal Mejbri          | Meio-campo       | Birmingham City |
| Anis Slimane             | Meio-campo       | Brøndby         |
| Naïm Sliti               | Ponta            | Al-Ettifaq      |
| Youssef Msakni           | Ponta            | Al-Arabi        |
| Issam Jebali             | Atacante         | Odense BK       |
| Seifeddine Jaziri        | Centroavante     | Zamalek         |
| Taha Yassine Khenissi    | Centroavante     | Kuwait SC       |
| Wahbi Khazri             | Centroavante     | Montpellier     |

## Grupo E

### Costa Rica
Treinador:  Luis Fernando Suárez
A convocação final foi anunciada em 3 de novembro de 2022.
| No. | Pos. | Jogador           | Idade                            | Jogos | Gols | Clube                 |
| --- | ---- | ----------------- | -------------------------------- | ----- | ---- | --------------------- |
| 1   | GR   | Keylor Navas      | 15 de dezembro de 1986 (38 anos) | 107   | 0    | Paris Saint-Germain   |
| 2   | M    | Daniel Chacón     | 11 de abril de 2001 (24 anos)    | 7     | 0    | Colorado Rapids 2     |
| 3   | D    | Juan Pablo Vargas | 6 de junho de 1995 (30 anos)     | 11    | 1    | Millonarios           |
| 4   | D    | Keysher Fuller    | 12 de julho de 1994 (30 anos)    | 29    | 2    | Herediano             |
| 5   | M    | Celso Borges      | 27 de maio de 1988 (37 anos)     | 154   | 27   | Alajuelense           |
| 6   | D    | Óscar Duarte      | 3 de junho de 1989 (36 anos)     | 70    | 3    | Al Wehda              |
| 7   | A    | Anthony Contreras | 29 de janeiro de 2000 (25 anos)  | 8     | 2    | Herediano             |
| 8   | D    | Bryan Oviedo      | 18 de fevereiro de 1990          | 74    | 2    | Real Salt Lake        |
| 9   | M    | Jewison Bennette  | 15 de junho de 2004 (21 anos)    | 7     | 2    | Sunderland            |
| 10  | M    | Bryan Ruiz        | 18 de agosto de 1985 (39 anos)   | 144   | 29   | Alajuelense (capitão) |
| 11  | A    | Johan Venegas     | 27 de novembro de 1988 (36 anos) | 80    | 11   | Alajuelense           |
| 12  | A    | Joel Campbell     | 26 de junho de 1992 (33 anos)    | 118   | 25   | León                  |
| 13  | M    | Gerson Torres     | 28 de agosto de 1997 (27 anos)   | 13    | 1    | Herediano             |
| 14  | M    | Youstin Salas     | 17 de junho de 1996 (29 anos)    | 3     | 0    | Saprissa              |
| 15  | D    | Francisco Calvo   | 8 de julho de 1992 (32 anos)     | 75    | 8    | Konyaspor             |
| 16  | D    | Carlos Martínez   | 30 de março de 1999 (26 anos)    | 5     | 0    | San Carlos            |
| 17  | M    | Yeltsin Tejeda    | 17 de março de 1992 (33 anos)    | 73    | 0    | Herediano             |
| 18  | GR   | Esteban Alvarado  | 28 de abril de 1989 (36 anos)    | 24    | 0    | Herediano             |
| 19  | D    | Kendall Waston    | 1 de janeiro de 1988 (37 anos)   | 61    | 7    | Saprissa              |
| 20  | M    | Brandon Aguilera  | 28 de junho de 2003 (22 anos)    | 2     | 0    | Nottingham Forest     |
| 21  | M    | Douglas López     | 21 de setembro de 1998 (26 anos) | 1     | 0    | Herediano             |
| 22  | D    | Rónald Matarrita  | 9 de julho de 1994 (30 anos)     | 52    | 3    | FC Cincinnati         |
| 23  | GR   | Patrick Sequeira  | 1 de março de 1999 (26 anos)     | 1     | 0    | Lugo                  |
| 24  | M    | Roan Wilson       | 1 de maio de 2002 (23 anos)      | 2     | 0    | Municipal Grecia      |
| 25  | M    | Anthony Hernández | 11 de outubro de 2001 (23 anos)  | 1     | 0    | Puntarenas            |
| 26  | M    | Álvaro Zamora     | 9 de março de 2002 (23 anos)     | 1     | 0    | Saprissa              |

### Alemanha
Treinador: Hansi Flick
A convocação final foi anunciada em 10 de novembro de 2022.
| No. | Pos. | Jogador               | Idade                             | Jogos | Gols | Clube                       |
| --- | ---- | --------------------- | --------------------------------- | ----- | ---- | --------------------------- |
| 1   | GR   | Manuel Neuer          | 27 de março de 1986 (39 anos)     | 113   | 0    | Bayern de Munique (capitão) |
| 2   | D    | Antonio Rüdiger       | 3 de março de 1993 (32 anos)      | 54    | 2    | Real Madrid                 |
| 3   | D    | David Raum            | 22 de abril de 1998 (27 anos)     | 11    | 0    | RB Leipzig                  |
| 4   | D    | Matthias Ginter       | 19 de janeiro de 1994 (31 anos)   | 46    | 2    | SC Freiburg                 |
| 5   | D    | Thilo Kehrer          | 21 de setembro de 1996 (28 anos)  | 22    | 0    | West Ham United             |
| 6   | M    | Joshua Kimmich        | 8 de fevereiro de 1995 (30 anos)  | 70    | 5    | Bayern de Munique           |
| 7   | M    | Kai Havertz           | 11 de junho de 1999 (26 anos)     | 30    | 10   | Chelsea                     |
| 8   | M    | Leon Goretzka         | 6 de fevereiro de 1995 (30 anos)  | 44    | 14   | Bayern de Munique           |
| 9   | A    | Niclas Füllkrug       | 9 de fevereiro de 1993 (32 anos)  | 0     | 0    | Werder Bremen               |
| 10  | A    | Serge Gnabry          | 14 de julho de 1995 (29 anos)     | 36    | 20   | Bayern de Munique           |
| 11  | M    | Mario Götze           | 3 de junho de 1992 (33 anos)      | 63    | 17   | Eintracht Frankfurt         |
| 12  | GR   | Kevin Trapp           | 8 de julho de 1990 (34 anos)      | 6     | 0    | Eintracht Frankfurt         |
| 13  | A    | Thomas Müller         | 13 de setembro de 1989 (35 anos)  | 118   | 44   | Bayern de Munique           |
| 14  | M    | Jamal Musiala         | 26 de fevereiro de 2003 (22 anos) | 17    | 1    | Bayern de Munique           |
| 15  | D    | Niklas Süle           | 3 de setembro de 1995 (29 anos)   | 42    | 1    | Borussia Dortmund           |
| 16  | D    | Lukas Klostermann     | 3 de junho de 1996 (29 anos)      | 18    | 0    | RB Leipzig                  |
| 17  | M    | Julian Brandt         | 2 de maio de 1996 (29 anos)       | 38    | 3    | Borussia Dortmund           |
| 18  | M    | Jonas Hofmann         | 14 de julho de 1992 (32 anos)     | 16    | 4    | Borussia Mönchengladbach    |
| 19  | A    | Leroy Sané            | 11 de janeiro de 1996 (29 anos)   | 47    | 11   | Bayern de Munique           |
| 20  | D    | Christian Günter      | 28 de fevereiro de 1993 (32 anos) | 6     | 0    | SC Freiburg                 |
| 21  | M    | İlkay Gündoğan        | 24 de outubro de 1990 (34 anos)   | 62    | 16   | Manchester City             |
| 22  | GR   | Marc-André ter Stegen | 30 de abril de 1992 (33 anos)     | 30    | 0    | Barcelona                   |
| 23  | D    | Nico Schlotterbeck    | 1 de dezembro de 1999 (25 anos)   | 5     | 0    | Borussia Dortmund           |
| 24  | A    | Karim Adeyemi         | 18 de janeiro de 2002 (23 anos)   | 4     | 1    | Borussia Dortmund           |
| 25  | D    | Armel Bella-Kotchap   | 11 de dezembro de 2001 (23 anos)  | 1     | 0    | Southampton                 |
| 26  | A    | Youssoufa Moukoko     | 20 de novembro de 2004 (20 anos)  | 0     | 0    | Borussia Dortmund           |

### Japão
Treinador: Hajime Moriyasu
A convocação final foi anunciada em 1 de novembro de 2022. Yuta Nakayama foi cortado da convocação devido a lesão, e Shuto Machino foi convocado no seu lugar.
| No. | Pos. | Jogador           | Idade                             | Jogos | Gols | Clube                    |
| --- | ---- | ----------------- | --------------------------------- | ----- | ---- | ------------------------ |
| 1   | GR   | Eiji Kawashima    | 20 de março de 1983 (42 anos)     | 95    | 0    | Strasbourg               |
| 2   | D    | Miki Yamane       | 22 de dezembro de 1993 (31 anos)  | 14    | 2    | Kawasaki Frontale        |
| 3   | D    | Shogo Taniguchi   | 15 de julho de 1991 (33 anos)     | 13    | 0    | Kawasaki Frontale        |
| 4   | D    | Ko Itakura        | 27 de janeiro de 1997 (28 anos)   | 12    | 1    | Borussia Mönchengladbach |
| 5   | D    | Yuto Nagatomo     | 12 de setembro de 1986 (38 anos)  | 137   | 4    | Tokyo                    |
| 6   | M    | Wataru Endo       | 9 de fevereiro de 1993 (32 anos)  | 43    | 2    | Stuttgart                |
| 7   | M    | Gaku Shibasaki    | 28 de maio de 1992 (33 anos)      | 59    | 3    | Leganés                  |
| 8   | M    | Ritsu Doan        | 16 de junho de 1998 (27 anos)     | 28    | 3    | Freiburg                 |
| 9   | M    | Kaoru Mitoma      | 20 de maio de 1997 (28 anos)      | 9     | 5    | Brighton & Hove Albion   |
| 10  | M    | Takumi Minamino   | 16 de janeiro de 1995 (30 anos)   | 43    | 17   | Monaco                   |
| 11  | M    | Takefusa Kubo     | 4 de junho de 2001 (24 anos)      | 19    | 1    | Real Sociedad            |
| 12  | GR   | Shuichi Gonda     | 3 de março de 1989 (36 anos)      | 33    | 0    | Shimizu S-Pulse          |
| 13  | M    | Hidemasa Morita   | 10 de maio de 1995 (30 anos)      | 17    | 2    | Sporting                 |
| 14  | M    | Junya Ito         | 9 de março de 1993 (32 anos)      | 38    | 9    | Reims                    |
| 15  | M    | Daichi Kamada     | 5 de agosto de 1996 (28 anos)     | 21    | 6    | Eintracht Frankfurt      |
| 16  | D    | Takehiro Tomiyasu | 5 de novembro de 1998 (26 anos)   | 29    | 1    | Arsenal                  |
| 17  | M    | Ao Tanaka         | 10 de setembro de 1998 (26 anos)  | 14    | 2    | Fortuna Düsseldorf       |
| 18  | A    | Takuma Asano      | 10 de novembro de 1994 (30 anos)  | 36    | 7    | Bochum                   |
| 19  | D    | Hiroki Sakai      | 12 de abril de 1990 (35 anos)     | 72    | 2    | Urawa Red Diamonds       |
| 20  | A    | Shuto Machino     | 30 de setembro de 1999 (25 anos)  | 4     | 3    | Shonan Bellmare          |
| 21  | A    | Ayase Ueda        | 28 de agosto de 1998 (26 anos)    | 10    | 0    | Cercle Brugge            |
| 22  | D    | Maya Yoshida      | 24 de agosto de 1988 (36 anos)    | 121   | 12   | Schalke 04               |
| 23  | GR   | Daniel Schmidt    | 3 de fevereiro de 1992 (33 anos)  | 11    | 0    | Sint-Truidense           |
| 24  | M    | Yuki Soma         | 25 de fevereiro de 1997 (28 anos) | 7     | 3    | Nagoya Grampus           |
| 25  | A    | Daizen Maeda      | 20 de outubro de 1997 (27 anos)   | 8     | 1    | Celtic                   |
| 26  | D    | Hiroki Ito        | 12 de maio de 1999 (26 anos)      | 5     | 0    | Stuttgart                |

### Espanha
Treinador: Luis Enrique
A convocação final foi anunciada em 11 de novembro de 2022. Em 18 de novembro, José Luis Gayà foi cortado e substituído por Alejandro Balde.
| No. | Pos. | Jogador           | Idade                             | Jogos | Gols | Clube                  |
| --- | ---- | ----------------- | --------------------------------- | ----- | ---- | ---------------------- |
| 1   | GR   | Robert Sánchez    | 18 de novembro de 1997 (27 anos)  | 1     | 0    | Brighton & Hove Albion |
| 2   | D    | César Azpilicueta | 28 de agosto de 1989 (35 anos)    | 41    | 1    | Chelsea                |
| 3   | D    | Eric García       | 9 de janeiro de 2001 (24 anos)    | 18    | 0    | Barcelona              |
| 4   | D    | Pau Torres        | 16 de janeiro de 1997 (28 anos)   | 21    | 1    | Villarreal             |
| 5   | M    | Sergio Busquets   | 16 de julho de 1988 (36 anos)     | 139   | 2    | Barcelona (capitão)    |
| 6   | M    | Marcos Llorente   | 30 de janeiro de 1995 (30 anos)   | 17    | 0    | Atlético de Madrid     |
| 7   | A    | Álvaro Morata     | 23 de outubro de 1992 (32 anos)   | 57    | 27   | Atlético de Madrid     |
| 8   | M    | Koke              | 8 de janeiro de 1992 (33 anos)    | 67    | 0    | Atlético de Madrid     |
| 9   | M    | Gavi              | 5 de agosto de 2004 (20 anos)     | 12    | 1    | Barcelona              |
| 10  | A    | Marco Asensio     | 21 de janeiro de 1996 (29 anos)   | 30    | 1    | Real Madrid            |
| 11  | A    | Ferran Torres     | 29 de fevereiro de 2002 (23 anos) | 30    | 13   | Barcelona              |
| 12  | A    | Nico Williams     | 12 de julho de 2002 (22 anos)     | 2     | 0    | Athletic Bilbao        |
| 13  | GR   | David Raya        | 15 de setembro de 1995 (29 anos)  | 1     | 0    | Brentford              |
| 14  | D    | Alejandro Balde   | 18 de outubro de 2003 (21 anos)   | 0     | 0    | Barcelona              |
| 15  | D    | Hugo Guillamón    | 31 de janeiro de 2000 (25 anos)   | 3     | 1    | Valencia               |
| 16  | M    | Rodri             | 22 de junho de 1996 (29 anos)     | 34    | 1    | Manchester City        |
| 17  | A    | Yeremi Pino       | 20 de outubro de 2002 (22 anos)   | 6     | 1    | Villarreal             |
| 18  | D    | Jordi Alba        | 21 de março de 1989 (36 anos)     | 86    | 9    | Barcelona              |
| 19  | M    | Carlos Soler      | 2 de janeiro de 1997 (28 anos)    | 11    | 3    | Paris Saint-Germain    |
| 20  | D    | Dani Carvajal     | 11 de janeiro de 1992 (33 anos)   | 30    | 0    | Real Madrid            |
| 21  | A    | Dani Olmo         | 7 de maio de 1998 (27 anos)       | 24    | 4    | RB Leipzig             |
| 22  | A    | Pablo Sarabia     | 11 de maio de 1992 (33 anos)      | 24    | 9    | Paris Saint-Germain    |
| 23  | GR   | Unai Simón        | 11 de junho de 1997 (28 anos)     | 27    | 0    | Athletic Bilbao        |
| 24  | D    | Aymeric Laporte   | 27 de maio de 1994 (31 anos)      | 15    | 1    | Manchester City        |
| 25  | A    | Ansu Fati         | 31 de outubro de 2002 (22 anos)   | 4     | 1    | Barcelona              |
| 26  | M    | Pedri             | 25 de novembro de 2002 (22 anos)  | 14    | 0    | Barcelona              |

## Grupo F

### Bélgica
Treinador:  Roberto Martínez
A convocação final foi anunciada em 10 de novembro de 2022.
| No. | Pos. | Jogador              | Idade                             | Jogos | Gols | Clube                  |
| --- | ---- | -------------------- | --------------------------------- | ----- | ---- | ---------------------- |
| 1   | GR   | Thibaut Courtois     | 11 de maio de 1992 (33 anos)      | 96    | 0    | Real Madrid            |
| 2   | D    | Toby Alderweireld    | 2 de março de 1989 (36 anos)      | 123   | 5    | Antwerp                |
| 3   | D    | Arthur Theate        | 25 de maio de 2000 (25 anos)      | 3     | 0    | Rennes                 |
| 4   | D    | Wout Faes            | 3 de abril de 1998 (27 anos)      | 1     | 0    | Leicester City         |
| 5   | D    | Jan Vertonghen       | 24 de abril de 1987 (38 anos)     | 141   | 9    | Anderlecht             |
| 6   | M    | Axel Witsel          | 12 de janeiro de 1989 (36 anos)   | 126   | 12   | Atlético de Madrid     |
| 7   | M    | Kevin De Bruyne      | 28 de junho de 1991 (34 anos)     | 93    | 25   | Manchester City        |
| 8   | M    | Youri Tielemans      | 7 de maio de 1997 (28 anos)       | 54    | 5    | Leicester City         |
| 9   | A    | Romelu Lukaku        | 13 de maio de 1993 (32 anos)      | 102   | 68   | Internazionale         |
| 10  | A    | Eden Hazard          | 7 de janeiro de 1991 (34 anos)    | 122   | 33   | Real Madrid (capitão)  |
| 11  | D    | Yannick Carrasco     | 4 de setembro de 1993 (31 anos)   | 59    | 8    | Atlético de Madrid     |
| 12  | GR   | Simon Mignolet       | 6 de março de 1988 (37 anos)      | 35    | 0    | Club Brugge            |
| 13  | GR   | Koen Casteels        | 25 de junho de 1992 (33 anos)     | 4     | 0    | VfL Wolfsburg          |
| 14  | A    | Dries Mertens        | 6 de maio de 1987 (38 anos)       | 106   | 21   | Galatasaray            |
| 15  | D    | Thomas Meunier       | 12 de setembro de 1991 (33 anos)  | 58    | 8    | Borussia Dortmund      |
| 16  | M    | Thorgan Hazard       | 29 de março de 1993 (32 anos)     | 45    | 9    | Borussia Dortmund      |
| 17  | A    | Leandro Trossard     | 4 de dezembro de 1994 (30 anos)   | 21    | 5    | Brighton & Hove Albion |
| 18  | M    | Amadou Onana         | 16 de agosto de 2001 (23 anos)    | 2     | 0    | Everton                |
| 19  | M    | Leander Dendoncker   | 15 de abril de 1995 (30 anos)     | 29    | 1    | Aston Villa            |
| 20  | M    | Hans Vanaken         | 24 de agosto de 1992 (32 anos)    | 22    | 5    | Club Brugge            |
| 21  | D    | Timothy Castagne     | 5 de dezembro de 1995 (29 anos)   | 25    | 2    | Leicester City         |
| 22  | M    | Charles De Ketelaere | 10 de março de 2001 (24 anos)     | 10    | 1    | Milan                  |
| 23  | A    | Michy Batshuayi      | 2 de outubro de 1993 (31 anos)    | 47    | 26   | Fenerbahçe             |
| 24  | A    | Loïs Openda          | 16 de fevereiro de 2000 (25 anos) | 4     | 1    | Lens                   |
| 25  | A    | Jérémy Doku          | 27 de maio de 2002 (23 anos)      | 10    | 2    | Rennes                 |
| 26  | D    | Zeno Debast          | 24 de outubro de 2003 (21 anos)   | 2     | 0    | Anderlecht             |

### Canadá
Treinador:  John Herdman
A convocação final foi anunciada em 13 de novembro de 2022.
| No. | Pos. | Jogador           | Idade                             | Jogos | Gols | Clube               |
| --- | ---- | ----------------- | --------------------------------- | ----- | ---- | ------------------- |
| 1   | GR   | Dayne St. Clair   | 9 de maio de 1997 (28 anos)       | 2     | 0    | Minnesota United    |
| 2   | D    | Alistair Johnston | 8 de outubro de 1998 (26 anos)    | 29    | 1    | CF Montréal         |
| 3   | D    | Sam Adekugbe      | 16 de janeiro de 1995 (30 anos)   | 33    | 1    | Hatayspor           |
| 4   | D    | Kamal Miller      | 16 de maio de 1997 (28 anos)      | 28    | 0    | CF Montréal         |
| 5   | D    | Steven Vitória    | 11 de janeiro de 1987 (38 anos)   | 34    | 3    | Chaves              |
| 6   | M    | Samuel Piette     | 12 de novembro de 1994 (30 anos)  | 65    | 0    | CF Montréal         |
| 7   | M    | Stephen Eustáquio | 21 de dezembro de 1996 (28 anos)  | 26    | 3    | Porto               |
| 8   | M    | Liam Fraser       | 13 de fevereiro de 1998 (27 anos) | 15    | 0    | Deinze              |
| 9   | A    | Lucas Cavallini   | 28 de dezembro de 1992 (32 anos)  | 33    | 17   | Vancouver Whitecaps |
| 10  | A    | Junior Hoilett    | 5 de junho de 1990 (35 anos)      | 49    | 14   | Reading             |
| 11  | A    | Tajon Buchanan    | 8 de fevereiro de 1999 (26 anos)  | 25    | 4    | Club Brugge         |
| 12  | A    | Iké Ugbo          | 21 de setembro de 1998 (26 anos)  | 8     | 0    | Troyes              |
| 13  | M    | Atiba Hutchinson  | 8 de fevereiro de 1983 (42 anos)  | 97    | 9    | Beşiktaş (capitão)  |
| 14  | M    | Mark-Anthony Kaye | 2 de dezembro de 1994 (30 anos)   | 37    | 2    | Toronto FC          |
| 15  | M    | Ismaël Koné       | 16 de junho de 2002 (23 anos)     | 5     | 1    | CF Montréal         |
| 16  | GR   | James Pantemis    | 21 de fevereiro de 1997 (28 anos) | 0     | 0    | CF Montréal         |
| 17  | A    | Cyle Larin        | 17 de abril de 1995 (30 anos)     | 54    | 25   | Club Brugge         |
| 18  | GR   | Milan Borjan      | 23 de outubro de 1987 (37 anos)   | 67    | 0    | Estrela Vermelha    |
| 19  | A    | Alphonso Davies   | 2 de novembro de 2000 (24 anos)   | 34    | 12   | Bayern de Munique   |
| 20  | A    | Jonathan David    | 14 de janeiro de 2000 (25 anos)   | 34    | 22   | Lille               |
| 21  | M    | Jonathan Osorio   | 12 de junho de 1992 (33 anos)     | 56    | 7    | Toronto FC          |
| 22  | D    | Richie Laryea     | 7 de janeiro de 1995 (30 anos)    | 33    | 1    | Toronto FC          |
| 23  | A    | Liam Millar       | 27 de setembro de 1999 (25 anos)  | 16    | 0    | Basel               |
| 24  | M    | David Wotherspoon | 16 de janeiro de 1990 (35 anos)   | 10    | 1    | St Johnstone        |
| 25  | D    | Derek Cornelius   | 25 de novembro de 1997 (27 anos)  | 14    | 0    | Panetolikos         |
| 26  | D    | Joel Waterman     | 24 de janeiro de 1996 (29 anos)   | 1     | 0    | CF Montréal         |

### Croácia
Treinador: Zlatko Dalić
A convocação final foi anunciada em 9 de novembro de 2022.
| No. | Pos. | Jogador           | Idade                             | Jogos | Gols | Clube                 |
| --- | ---- | ----------------- | --------------------------------- | ----- | ---- | --------------------- |
|     | GR   | Dominik Livaković | 9 de janeiro de 1995 (30 anos)    | 33    | 0    | Dinamo Zagreb         |
|     | GR   | Ivica Ivušić      | 1 de fevereiro de 1995 (30 anos)  | 5     | 0    | Osijek                |
|     | GR   | Ivo Grbić         | 18 de janeiro de 1996 (29 anos)   | 2     | 0    | Atlético de Madrid    |
|     |      |                   |                                   |       |      |                       |
|     | D    | Domagoj Vida      | 29 de abril de 1989 (36 anos)     | 99    | 4    | AEK                   |
|     | D    | Dejan Lovren      | 5 de julho de 1989 (35 anos)      | 71    | 5    | Zenit                 |
|     | D    | Borna Barišić     | 10 de novembro de 1992 (32 anos)  | 27    | 1    | Rangers               |
|     | D    | Josip Juranović   | 16 de agosto de 1995 (29 anos)    | 21    | 0    | Celtic                |
|     | D    | Joško Gvardiol    | 23 de janeiro de 2002 (23 anos)   | 12    | 1    | RB Leipzig            |
|     | D    | Borna Sosa        | 21 de janeiro de 1998 (27 anos)   | 8     | 1    | VfB Stuttgart         |
|     | D    | Josip Stanišić    | 2 de abril de 2000 (25 anos)      | 6     | 0    | Bayern de Munique     |
|     | D    | Martin Erlić      | 24 de janeiro de 1998 (27 anos)   | 3     | 0    | Sassuolo              |
|     | D    | Josip Šutalo      | 28 de fevereiro de 2000 (25 anos) | 3     | 0    | Dinamo Zagreb         |
|     |      |                   |                                   |       |      |                       |
|     | M    | Luka Modrić       | 9 de setembro de 1985 (39 anos)   | 154   | 23   | Real Madrid (capitão) |
|     | M    | Mateo Kovačić     | 6 de maio de 1994 (31 anos)       | 83    | 3    | Chelsea               |
|     | M    | Marcelo Brozović  | 16 de novembro de 1992 (32 anos)  | 76    | 7    | Internazionale        |
|     | M    | Mario Pašalić     | 9 de fevereiro de 1995 (30 anos)  | 42    | 7    | Atalanta              |
|     | M    | Nikola Vlašić     | 4 de outubro de 1997 (27 anos)    | 41    | 7    | Torino                |
|     | M    | Lovro Majer       | 17 de janeiro de 1998 (27 anos)   | 10    | 3    | Rennes                |
|     | M    | Kristijan Jakić   | 14 de maio de 1997 (28 anos)      | 4     | 0    | Eintracht Frankfurt   |
|     | M    | Luka Sučić        | 8 de setembro de 2002 (22 anos)   | 3     | 0    | Red Bull Salzburg     |
|     |      |                   |                                   |       |      |                       |
|     | A    | Ivan Perišić      | 2 de fevereiro de 1989 (36 anos)  | 115   | 32   | Tottenham Hotspur     |
|     | A    | Andrej Kramarić   | 19 de junho de 1991 (34 anos)     | 73    | 19   | 1899 Hoffenheim       |
|     | A    | Bruno Petković    | 16 de setembro de 1994 (30 anos)  | 22    | 6    | Dinamo Zagreb         |
|     | A    | Mislav Oršić      | 29 de dezembro de 1992 (32 anos)  | 20    | 1    | Dinamo Zagreb         |
|     | A    | Ante Budimir      | 22 de julho de 1991 (33 anos)     | 15    | 1    | Osasuna               |
|     | A    | Marko Livaja      | 26 de agosto de 1993 (31 anos)    | 14    | 3    | Hajduk Split          |

### Marrocos
Técnico: Walid Regragui
Os seguintes 26 jogadores foram convocados para a Copa do Mundo FIFA de 2022 no Qatar.
Atualizado até 11 de Novembro de 2022
| Nome                  | Posição          | Clube                   |
| --------------------- | ---------------- | ----------------------- |
| Yassine Bounou        | Goleiro          | Sevilla                 |
| Munir Mohand Mohamedi | Goleiro          | Al Wehda                |
| Ahmed Reda Tagnaouti  | Goleiro          | Wydad Casablanca        |
| Nayef Aguerd          | Zagueiro         | Rennes                  |
| Romain Saïss          | Zagueiro         | Wolverhampton Wanderers |
| Achraf Dari           | Zagueiro         | Brest                   |
| Jawad El Yamiq        | Zagueiro         | Valladollid             |
| Badr Banoun           | Zagueiro         | Qatar SC                |
| Achraf Hakimi         | Lateral-direito  | Paris Saint-Germain     |
| Noussair Mazraoui     | Lateral-direito  | Bayern de Munique       |
| Yahia Attiat-Allah    | Lateral-esquerdo | Wydad Casablanca        |
| Sofyan Amrabat        | Volante          | Fiorentina              |
| Azzedine Ounahi       | Volante          | Angers                  |
| Yahya Jabrane         | Volante          | Wydad Casablanca        |
| Abdelhamid Sabiri     | Meia-atacante    | Sampdoria               |
| Selim Amallah         | Meia-atacante    | Standard Liège          |
| Bilal El Khannouss    | Meia-atacante    | Genk                    |
| Ilias Chair           | Meia-atacante    | Queens Park Rangers     |
| Amine Harit           | Meia-atacante    | Olympique de Marseille  |
| Hakim Ziyech          | Meia-atacante    | Chelsea                 |
| Sofiane Boufal        | Ponta            | Angers                  |
| Abde Ezzalzouli       | Ponta            | Osasuna                 |
| Zakaria Aboukhlal     | Ponta            | Toulouse                |
| Youssef En-Nesyri     | Centroavante     | Sevilla                 |
| Walid Cheddira        | Centroavante     | Bari                    |
| Abderrazak Hamdallah  | Centroavante     | Al-Ittihad              |

## Grupo G

### Brasil
Treinador: Tite
A convocação final foi anunciada em 7 de novembro de 2022. Numeração oficial anunciada em 7 de novembro de 2022.
| No. | Pos. | Jogador            | Idade                             | Jogos | Gols | Clube               |
| --- | ---- | ------------------ | --------------------------------- | ----- | ---- | ------------------- |
| 1   | GR   | Alisson Becker     | 2 de outubro de 1992 (32 anos)    | 57    | 0    | Liverpool           |
| 2   | D    | Danilo             | 15 de julho de 1991 (33 anos)     | 46    | 1    | Juventus            |
| 3   | D    | Thiago Silva       | 22 de setembro de 1984 (40 anos)  | 109   | 7    | Chelsea             |
| 4   | D    | Marquinhos         | 14 de maio de 1994 (31 anos)      | 70    | 5    | Paris Saint-Germain |
| 5   | M    | Casemiro           | 23 de fevereiro de 1992 (33 anos) | 63    | 5    | Manchester United   |
| 6   | D    | Alex Sandro        | 26 de janeiro de 1991 (34 anos)   | 37    | 2    | Juventus            |
| 7   | M    | Lucas Paquetá      | 27 de agosto de 1997 (27 anos)    | 34    | 7    | West Ham            |
| 8   | M    | Fred               | 5 de março de 1993 (32 anos)      | 27    | 0    | Manchester United   |
| 9   | A    | Richarlison        | 10 de maio de 1997 (28 anos)      | 38    | 17   | Tottenham           |
| 10  | A    | Neymar             | 5 de fevereiro de 1992 (33 anos)  | 121   | 75   | Paris Saint-Germain |
| 11  | A    | Raphinha           | 14 de dezembro de 1996 (28 anos)  | 11    | 5    | Barcelona           |
| 12  | GR   | Weverton           | 13 de dezembro de 1987 (37 anos)  | 8     | 0    | Palmeiras           |
| 13  | D    | Daniel Alves       | 6 de maio de 1983 (42 anos)       | 124   | 8    | Pumas               |
| 14  | D    | Éder Militão       | 18 de janeiro de 1998 (27 anos)   | 23    | 1    | Real Madrid         |
| 15  | M    | Fabinho            | 23 de outubro de 1993 (31 anos)   | 27    | 0    | Liverpool           |
| 16  | D    | Alex Telles        | 15 de dezembro de 1992 (32 anos)  | 8     | 0    | Sevilla             |
| 17  | M    | Bruno Guimarães    | 16 de novembro de 1997 (27 anos)  | 8     | 1    | Newcastle           |
| 18  | A    | Gabriel Jesus      | 3 de abril de 1997 (28 anos)      | 56    | 19   | Arsenal             |
| 19  | A    | Antony             | 24 de fevereiro de 2000 (25 anos) | 11    | 2    | Manchester United   |
| 20  | A    | Vinícius Júnior    | 12 de julho de 2000 (24 anos)     | 16    | 1    | Real Madrid         |
| 21  | A    | Rodrygo            | 9 de janeiro de 2001 (24 anos)    | 6     | 1    | Real Madrid         |
| 22  | D    | Bremer             | 18 de março de 1997 (28 anos)     | 1     | 0    | Juventus            |
| 23  | GR   | Ederson Moraes     | 17 de agosto de 1993 (31 anos)    | 18    | 0    | Manchester City     |
| 24  | A    | Gabriel Martinelli | 18 de junho de 2001 (24 anos)     | 3     | 0    | Arsenal             |
| 25  | A    | Pedro              | 20 de junho de 1997 (28 anos)     | 2     | 1    | Flamengo            |
| 26  | M    | Éverton Ribeiro    | 10 de abril de 1989 (36 anos)     | 21    | 3    | Flamengo            |

### Camarões
Treinador: Rigobert Song
A convocação final foi anunciada em 11 de novembro de 2022.
| No. | Pos. | Jogador                    | Idade                             | Jogos | Gols | Clube               |
| --- | ---- | -------------------------- | --------------------------------- | ----- | ---- | ------------------- |
| 1   | GR   | Simon Ngapandouetnbu       | 12 de abril de 2003 (22 anos)     | 0     | 0    | Marseille           |
| 2   | D    | Jerome Ngom Mbekeli        | 30 de setembro de 1998 (26 anos)  | 2     | 0    | Colombe Sportive    |
| 3   | D    | Nicolas Nkoulou            | 27 de março de 1990 (35 anos)     | 78    | 2    | Aris                |
| 4   | D    | Christopher Wooh           | 18 de setembro de 2001 (23 anos)  | 3     | 0    | Rennes              |
| 5   | M    | Gaël Ondoua                | 4 de novembro de 1995 (29 anos)   | 4     | 0    | Hannover 96         |
| 6   | A    | Moumi Ngamaleu             | 9 de julho de 1994 (30 anos)      | 42    | 4    | Dynamo Moscou       |
| 7   | M    | Georges-Kévin Nkoudou      | 13 de fevereiro de 1995 (30 anos) | 2     | 0    | Beşiktaş            |
| 8   | M    | André-Frank Zambo Anguissa | 16 de novembro de 1995 (29 anos)  | 43    | 5    | Napoli              |
| 9   | A    | Jean-Pierre Nsame          | 1 de maio de 1993 (32 anos)       | 4     | 0    | Young Boys          |
| 10  | A    | Vincent Aboubakar          | 22 de janeiro de 1992 (33 anos)   | 91    | 33   | Al-Nassr (capitão)  |
| 11  | A    | Christian Bassogog         | 18 de outubro de 1995 (29 anos)   | 43    | 7    | Shanghai Shenhua    |
| 12  | A    | Karl Toko Ekambi           | 14 de setembro de 1992 (32 anos)  | 51    | 12   | Lyon                |
| 13  | A    | Eric Maxim Choupo-Moting   | 23 de março de 1989 (36 anos)     | 69    | 19   | Bayern de Munique   |
| 14  | M    | Samuel Gouet               | 14 de dezembro de 1997 (27 anos)  | 22    | 0    | Mechelen            |
| 15  | M    | Pierre Kunde               | 26 de julho de 1995 (29 anos)     | 32    | 1    | Olympiacos          |
| 16  | GR   | Devis Epassy               | 2 de fevereiro de 1993 (32 anos)  | 5     | 0    | Abha                |
| 17  | D    | Olivier Mbaizo             | 15 de agosto de 1997 (27 anos)    | 11    | 0    | Philadelphia Union  |
| 18  | M    | Martin Hongla              | 16 de março de 1998 (27 anos)     | 19    | 0    | Hellas Verona       |
| 19  | D    | Collins Fai                | 13 de agosto de 1992 (32 anos)    | 52    | 0    | Al-Tai              |
| 20  | A    | Bryan Mbeumo               | 7 de agosto de 1999 (25 anos)     | 3     | 0    | Brentford           |
| 21  | D    | Jean-Charles Castelletto   | 26 de janeiro de 1995 (30 anos)   | 14    | 0    | Nantes              |
| 22  | M    | Olivier Ntcham             | 9 de fevereiro de 1996 (29 anos)  | 3     | 0    | Swansea City        |
| 23  | GR   | André Onana                | 2 de abril de 1996 (29 anos)      | 33    | 0    | Internazionale      |
| 24  | D    | Enzo Ebosse                | 11 de março de 1999 (26 anos)     | 2     | 0    | Udinese             |
| 25  | D    | Nouhou Tolo                | 23 de junho de 1997 (28 anos)     | 18    | 0    | Seattle Sounders FC |
| 26  | M    | Souaibou Marou             | 3 de dezembro de 2000 (24 anos)   | 3     | 1    | Coton Sport         |

### Sérvia
Treinador: Dragan Stojković
Os seguintes 26 jogadores foram convocados para a Copa do Mundo FIFA de 2022 no Qatar.
Atualizado até 11 de novembro de 2022
| Nome                    | Posição          | Clube             |
| ----------------------- | ---------------- | ----------------- |
| Marko Dmitrović         | Goleiro          | Sevilla           |
| Predrag Rajković        | Goleiro          | Mallorca          |
| Vanja Milinković-Savić  | Goleiro          | Torino            |
| Stefan Mitrović         | Zagueiro         | Getafe            |
| Nikola Milenković       | Zagueiro         | Fiorentina        |
| Strahinja Pavlović      | Zagueiro         | Red Bull Salzburg |
| Miloš Veljković         | Zagueiro         | Werder Bremen     |
| Strahinja Eraković      | Zagueiro         | Estrela Vermelha  |
| Srđan Babić             | Zagueiro         | Almería           |
| Filip Mladenović        | Lateral-esquerdo | Légia Varsóvia    |
| Marko Grujić            | Volante          | Porto             |
| Nemanja Gudelj          | Volante          | Sevilla           |
| Uroš Račić              | Volante          | Braga             |
| Nemanja Maksimović      | Volante          | Getafe            |
| Sergej Milinković-Savić | Meio-campo       | Lazio             |
| Saša Lukić              | Meio-campo       | Torino            |
| Filip Kostić            | Meio-campo       | Juventus          |
| Ivan Ilić               | Meio-campo       | Hellas Verona     |
| Darko Lazović           | Meio-campo       | Hellas Verona     |
| Filip Đuričić           | Meio-campo       | Sampdoria         |
| Andrija Živković        | Ponta            | PAOK              |
| Dušan Tadić             | Ponta            | Ajax              |
| Nemanja Radonjić        | Ponta            | Torino            |
| Aleksandar Mitrović     | Centroavante     | Fulham            |
| Dušan Vlahović          | Centroavante     | Juventus          |
| Luka Jović              | Centroavante     | Fiorentina        |

### Suíça
Técnico: Murat Yakın
A convocação final foi anunciada em 9 de novembro de 2022.
| No. | Pos. | Jogador             | Idade                             | Jogos | Gols | Clube                    |
| --- | ---- | ------------------- | --------------------------------- | ----- | ---- | ------------------------ |
| 1   | GR   | Yann Sommer         | 17 de dezembro de 1988 (36 anos)  | 76    | 0    | Borussia Mönchengladbach |
| 12  | GR   | Jonas Omlin         | 10 de janeiro de 1994 (31 anos)   | 4     | 0    | Montpellier              |
| 21  | GR   | Gregor Kobel        | 6 de dezembro de 1997 (27 anos)   | 3     | 0    | Borussia Dortmund        |
| 24  | GR   | Philipp Köhn        | 2 de abril de 1998 (27 anos)      | 0     | 0    | Red Bull Salzburg        |
|     |      |                     |                                   |       |      |                          |
| 13  | D    | Ricardo Rodriguez   | 25 de agosto de 1992 (32 anos)    | 100   | 9    | Torino                   |
| 22  | D    | Fabian Schär        | 20 de dezembro de 1991 (33 anos)  | 72    | 8    | Newcastle United         |
| 5   | D    | Manuel Akanji       | 19 de julho de 1995 (29 anos)     | 42    | 1    | Manchester City          |
| 4   | D    | Nico Elvedi         | 30 de setembro de 1996 (28 anos)  | 40    | 1    | Borussia Mönchengladbach |
| 3   | D    | Silvan Widmer       | 5 de março de 1993 (32 anos)      | 33    | 2    | Mainz 05                 |
| 18  | D    | Eray Cömert         | 4 de fevereiro de 1998 (27 anos)  | 9     | 0    | Valencia                 |
|     |      |                     |                                   |       |      |                          |
| 23  | M    | Xherdan Shaqiri     | 10 de outubro de 1991 (33 anos)   | 108   | 26   | Chicago Fire             |
| 10  | M    | Granit Xhaka        | 27 de setembro de 1992 (32 anos)  | 106   | 12   | Arsenal (capitão)        |
| 8   | M    | Remo Freuler        | 15 de abril de 1992 (33 anos)     | 48    | 5    | Nottingham Forest        |
| 6   | M    | Denis Zakaria       | 20 de novembro de 1996 (28 anos)  | 42    | 3    | Chelsea                  |
| 15  | M    | Djibril Sow         | 6 de fevereiro de 1997 (28 anos)  | 32    | 0    | Eintracht Frankfurt      |
| 11  | M    | Renato Steffen      | 3 de novembro de 1991 (33 anos)   | 27    | 1    | Lugano                   |
| 2   | M    | Edimilson Fernandes | 15 de abril de 1996 (29 anos)     | 22    | 2    | Mainz 05                 |
| 20  | M    | Fabian Frei         | 8 de janeiro de 1989 (36 anos)    | 22    | 3    | Basel                    |
| 14  | M    | Michel Aebischer    | 6 de janeiro de 1997 (28 anos)    | 11    | 0    | Bologna                  |
| 26  | M    | Ardon Jashari       | 30 de junho de 2002 (23 anos)     | 1     | 0    | Luzern                   |
| 25  | M    | Fabian Rieder       | 16 de fevereiro de 2002 (23 anos) | 0     | 0    | Young Boys               |
|     |      |                     |                                   |       |      |                          |
| 9   | A    | Haris Seferović     | 22 de fevereiro de 1992 (33 anos) | 88    | 25   | Galatasaray              |
| 7   | A    | Breel Embolo        | 14 de fevereiro de 1997 (28 anos) | 58    | 11   | Monaco                   |
| 17  | A    | Ruben Vargas        | 5 de agosto de 1998 (26 anos)     | 26    | 4    | FC Augsburg              |
| 16  | A    | Christian Fassnacht | 11 de novembro de 1993 (31 anos)  | 15    | 4    | Young Boys               |
| 19  | A    | Noah Okafor         | 24 de maio de 2000 (25 anos)      | 8     | 2    | Red Bull Salzburg        |

## Grupo H

### Gana
Técnico: Otto Addo
Os seguintes 26 jogadores foram convocados para a Copa do Mundo FIFA de 2022 no Qatar.
Atualizado até 14 de Novembro de 2022
| Nome                  | Posição          | Clube                  |
| --------------------- | ---------------- | ---------------------- |
| Ibrahim Danlad        | Goleiro          | Asante Kotoko          |
| Abdul Manaf Nurudeen  | Goleiro          | KAS Eupen              |
| Lawrence Ati-Zigi     | Goleiro          | St. Gallen             |
| Daniel Amartey        | Zagueiro         | Leicester City         |
| Mohammed Salisu       | Zagueiro         | Southampton            |
| Alexander Djiku       | Zagueiro         | Strasbourg             |
| Alidu Seidu           | Zagueiro         | Clermont               |
| Joseph Aidoo          | Zagueiro         | Celta de Vigo          |
| Tariq Lamptey         | Lateral-direito  | Brighton & Hove Albion |
| Denis Odoi            | Lateral-direito  | Club Brugge            |
| Baba Abdul Rahman     | Lateral-esquerdo | Reading                |
| Gideon Mensah         | Lateral-esquerdo | Auxerre                |
| Thomas Partey         | Volante          | Arsenal                |
| Salis Abdul Samed     | Volante          | Lens                   |
| Elisha Owusu          | Volante          | Gent                   |
| Mohammed Kudus        | Meia-atacante    | Ajax                   |
| Daniel-Kofi Kyereh    | Meia-atacante    | Freiburg               |
| Daniel Afriyie        | Ponta            | Accra Hearts of Oak    |
| Kamal Sowah           | Ponta            | Club Brugge            |
| André Ayew            | Ponta            | Al-Sadd                |
| Osman Bukari          | Ponta            | Estrela Vermelha       |
| Kamal Deen Sulemana   | Ponta            | Rennes                 |
| Abdul Fatawu Issahaku | Ponta            | Sporting               |
| Jordan Ayew           | Centroavante     | Crystal Palace         |
| Iñaki Williams        | Centroavante     | Athletic Bilbao        |
| Antoine Semenyo       | Centroavante     | Bristol City           |

### Portugal
Técnico: Fernando Santos
Primeiramente foram convocados 55 jogadores preliminarmente para a Copa do Mundo FIFA de 2022. O elenco final será anunciado em 10 de novembro de 2022. Os seguintes 26 jogadores foram convocados para a Copa do Mundo FIFA de 2022 no Qatar.
Atualizado até 10 de Novembro de 2022
| Nome              | Posição          | Clube               |
| ----------------- | ---------------- | ------------------- |
| Diogo Costa       | Guarda-redes     | Porto               |
| José Sá           | Guarda-redes     | Wolverhampton       |
| Rui Patrício      | Guarda-redes     | Roma                |
| Diogo Dalot       | Lateral-direito  | Manchester United   |
| João Cancelo      | Lateral-direito  | Manchester City     |
| Danilo Pereira    | Central          | Paris Saint-Germain |
| Pepe              | Central          | Porto               |
| Rúben Dias        | Central          | Manchester City     |
| António Silva     | Central          | Benfica             |
| Nuno Mendes       | Lateral-esquerdo | Paris Saint-Germain |
| Raphaël Guerreiro | Lateral-esquerdo | Borussia Dortmund   |
| João Palhinha     | Médio defensivo  | Fulham              |
| Rúben Neves       | Médio defensivo  | Wolverhampton       |
| Bernardo Silva    | Médio atacante   | Manchester City     |
| Bruno Fernandes   | Médio atacante   | Manchester United   |
| João Mário        | Médio            | Benfica             |
| Matheus Nunes     | Médio            | Wolverhampton       |
| Otávio            | Médio            | Porto               |
| Vitinha           | Médio            | Paris Saint-Germain |
| William Carvalho  | Médio defensivo  | Betis               |
| Rafael Leão       | Ponteiro         | Milan               |
| Ricardo Horta     | Ponteiro         | Braga               |
| Cristiano Ronaldo | Avançado         | Manchester United   |
| João Félix        | Avançado         | Atlético de Madrid  |
| André Silva       | Ponta de lança   | RB Leipzig          |
| Gonçalo Ramos     | Ponta de lança   | Benfica             |

### Coreia do Sul
Treinador: Paulo Bento
A seleção final da Coreia do Sul será anunciada em 12 de novembro de 2022. Os seguintes 26 jogadores foram convocados para a Copa do Mundo FIFA de 2022 no Qatar.
Atualizado até 12 de novembro de 2022
| Nome            | Posição          | Clube                  |
| --------------- | ---------------- | ---------------------- |
| Kim Seung-gyu   | Goleiro          | Al Shabab              |
| Jo Hyeon-woo    | Goleiro          | Ulsan Hyundai          |
| Song Bum-keun   | Goleiro          | Jeonbuk Hyundai Motors |
| Kim Min-jae     | Zagueiro         | Napoli                 |
| Kim Young-gwon  | Zagueiro         | Ulsan Hyundai          |
| Kwon Kyung-won  | Zagueiro         | Gamba Osaka            |
| Cho Yu-min      | Zagueiro         | Daejeon Hana Citizen   |
| Kim Moon-hwan   | Lateral-direito  | Jeonbuk Hyundai Motors |
| Yoon Jong-gyu   | Lateral-direito  | Seoul                  |
| Kim Tae-hwan    | Lateral-direito  | Ulsan Hyundai          |
| Kim Jin-su      | Lateral-esquerdo | Jeonbuk Hyundai Motors |
| Hong Chul       | Lateral-esquerdo | Daegu                  |
| Jung Woo-young  | Volante          | Al-Sadd                |
| Son Jun-ho      | Volante          | Shandong Taishan       |
| Paik Seung-ho   | Meio-campo       | Jeonbuk Hyundai Motors |
| Lee Jae-sung    | Meio-campo       | Mainz 05               |
| Hwang In-beom   | Meio-campo       | Olympiacos             |
| Lee Kang-in     | Meio-campo       | Mallorca               |
| Na Sang-ho      | Ponta            | Seoul                  |
| Song Min-kyu    | Ponta            | Jeonbuk Hyundai Motors |
| Kwon Chang-hoon | Ponta            | Gimcheon Sangmu        |
| Son Heung-min   | Ponta            | Tottenham              |
| Jeong Woo-yeong | Atacante         | SC Freiburg            |
| Hwang Hee-chan  | Centroavante     | Wolverhampton          |
| Hwang Ui-jo     | Centroavante     | Olympiacos             |
| Cho Gue-sung    | Centroavante     | Jeonbuk Hyundai Motors |

### Uruguai
Técnico: Diego Alonso
Uruguai anunciou seu elenco provisório em 21 de outubro de 2022. Os seguintes 26 jogadores foram convocados para a Copa do Mundo FIFA de 2022 no Qatar.
Atualizado até 10 de Novembro de 2022
| Nome                   | Posição          | Clube                |
| ---------------------- | ---------------- | -------------------- |
| Fernando Muslera       | Goleiro          | Galatasaray          |
| Sergio Rochet          | Goleiro          | Nacional             |
| Sebastián Sosa         | Goleiro          | Independiente        |
| Diego Godín            | Zagueiro         | Vélez Sarsfield      |
| José Giménez           | Zagueiro         | Atlético de Madrid   |
| Ronald Araújo          | Zagueiro         | Barcelona            |
| Sebastián Coates       | Zagueiro         | Sporting             |
| Martín Cáceres         | Zagueiro         | Los Angeles Galaxy   |
| Guillermo Varela       | Lateral-direito  | Flamengo             |
| José Luis Rodríguez    | Lateral-direito  | Nacional             |
| Mathías Olivera        | Lateral-esquerdo | Napoli               |
| Matías Viña            | Lateral-esquerdo | Roma                 |
| Manuel Ugarte          | Volante          | Sporting             |
| Lucas Torreira         | Volante          | Galatasaray          |
| Federico Valverde      | Meio-campo       | Real Madrid          |
| Rodrigo Bentancur      | Meio-campo       | Tottenham            |
| Matías Vecino          | Meio-campo       | Lazio                |
| Nicolás De La Cruz     | Meia-atacante    | River Plate          |
| Giorgian De Arrascaeta | Meia-atacante    | Flamengo             |
| Facundo Pellistri      | Ponta            | Manchester United    |
| Facundo Torres         | Ponta            | Orlando City         |
| Agustín Canobbio       | Ponta            | Athletico Paranaense |
| Luis Suárez            | Centroavante     | Nacional             |
| Darwin Núñez           | Centroavante     | Liverpool            |
| Edinson Cavani         | Centroavante     | Valencia             |
| Maxi Gómez             | Centroavante     | Trabzonspor          |

## Estatisticas
Nota: Apenas é tida em consideração a lista final de convocados de cada equipa nacional.

### Idade

#### Jogadores de campo
- Mais velho:  Atiba Hutchinson (39 anos e 285 dias)
- O mais novo:  Youssoufa Moukoko (18 anos e 0 dias)

#### Goleiros
- Mais velho:  Alfredo Talavera (40 anos e 63 dias)
- Mais jovem:  Simon Ngapandouetnbu (19 anos e 222 dias)

#### Capitães
- Mais velho:  Atiba Hutchinson (39 anos e 285 dias)
- Mais jovem:  Harry Kane (29 anos e 115 dias)

#### Treinadores
- Mais velho:  Louis van Gaal (71 anos e 104 dias)
- O mais jovem:  Lionel Scaloni (44 anos e 188 dias)